# Thần đạo

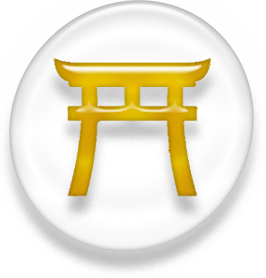
Biểu tượng của thần đạo được thế giới biết đến

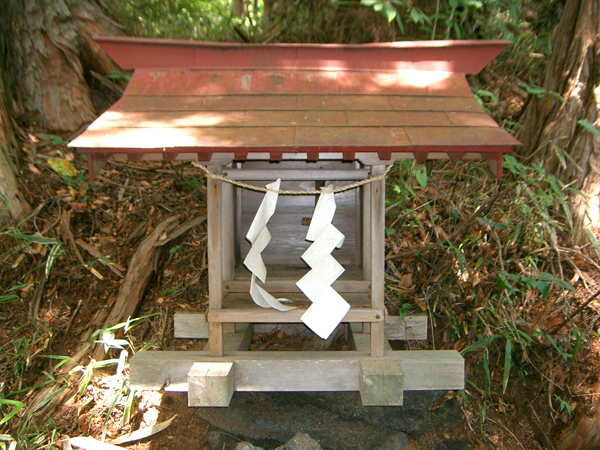
Một thần xã nhỏ

Thần đạo (tiếng Nhật: 神道 Shintō) là tín ngưỡng tôn giáo truyền thống chủ yếu của người Nhật Bản.

## Tín ngưỡng
Thần đạo có rất nhiều các vị Thần, có đến 8 triệu thần (神 kami). Tuy một số các vị thần này được nhân cách hóa, đa phần các thần liên quan đến thiên nhiên như linh hồn của đất, trời, Mặt Trăng, cây cỏ, hoa lá. Ngay cả đá, núi, hay động vật như cáo, gấu và người quá cố đã trở thành linh hồn cũng được xem là thần. Những thần trú ngụ ở tầng cao nhất trên thiên đàng gọi là "cao thiên nguyên" (高天原 takama-ga-hara), và chỉ rời khỏi đó khi được mời xuống các đền thờ trong các nghi lễ.

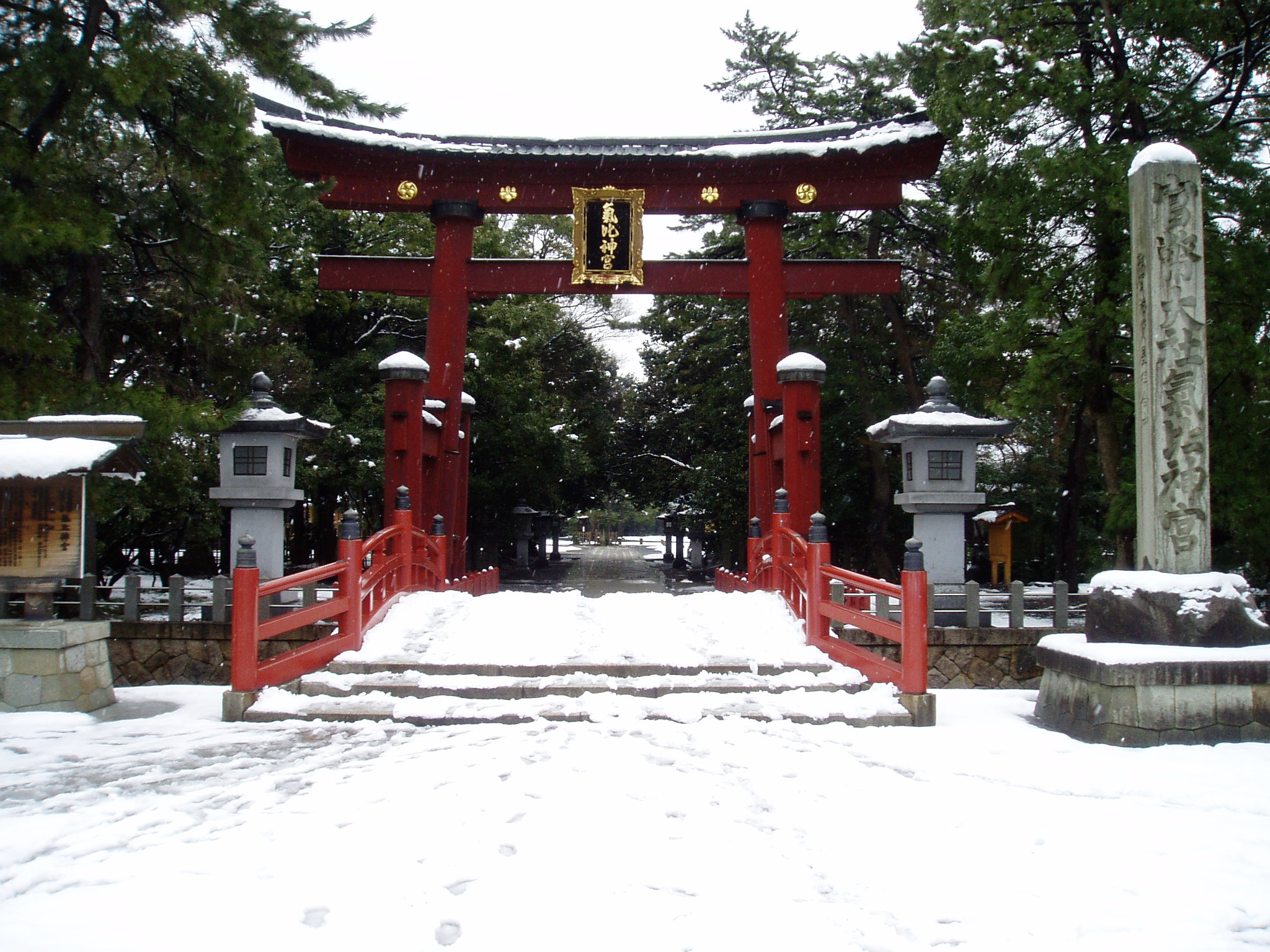
Cổng lớn của Thần cung Kehi

Nghi lễ trong Thần đạo để cầu nguyện hay cảm tạ các thần thường được tổ chức tại các thần xã (神社) hoặc những nơi linh thiêng đặc biệt. Những linh vật thường được dâng lên thần linh là vải, gương hay kiếm. Nghi lễ tẩy trần rất quan trọng, người làm lễ phải giữ cho mình được trong sáng để được tĩnh tâm và có được may mắn. Ngày nay, các hoạt động nghi lễ Thần đạo thường được gắn với lễ hội, lễ cưới truyền thống hay năm mới. Tuy nhiên người ta cũng thường hay đến đền để cầu nguyện và dâng lễ (thường là chỉ bỏ vài yên Nhật vào thùng rồi cầu xin thần), hay mua bùa may mắn. Và ở nhà cũng thường có thần bằng (神棚 kamidana) để thờ các linh hồn.
Tư tưởng của Thần đạo khác với những tôn giáo khác ở chỗ không cấm hay buộc con người làm gì, mà chỉ khuyên nên hướng tới sự trong sáng và tránh điều ác. Giết chóc đối với Thần đạo là điều ác và không nên giết sinh vật trừ khi vì sự sống còn của bạn, nên trước khi ăn thường phải nói câu Itadakimasu! (戴きます) để cảm ơn những sinh linh đã chết để trở thành thức ăn, ngày nay điều này đã trở thành một phong tục. Những người hay sinh vật bị giết một cách dã man, và không được thờ cúng sẽ trở thành hoang thần dạng (荒神様 aragami). Ngoài ra, còn có rất nhiều loại ma quỷ như quỷ (鬼 oni), yêu quái (妖怪 youkai), hà đồng (河童 kappa)...

## Các vị thần

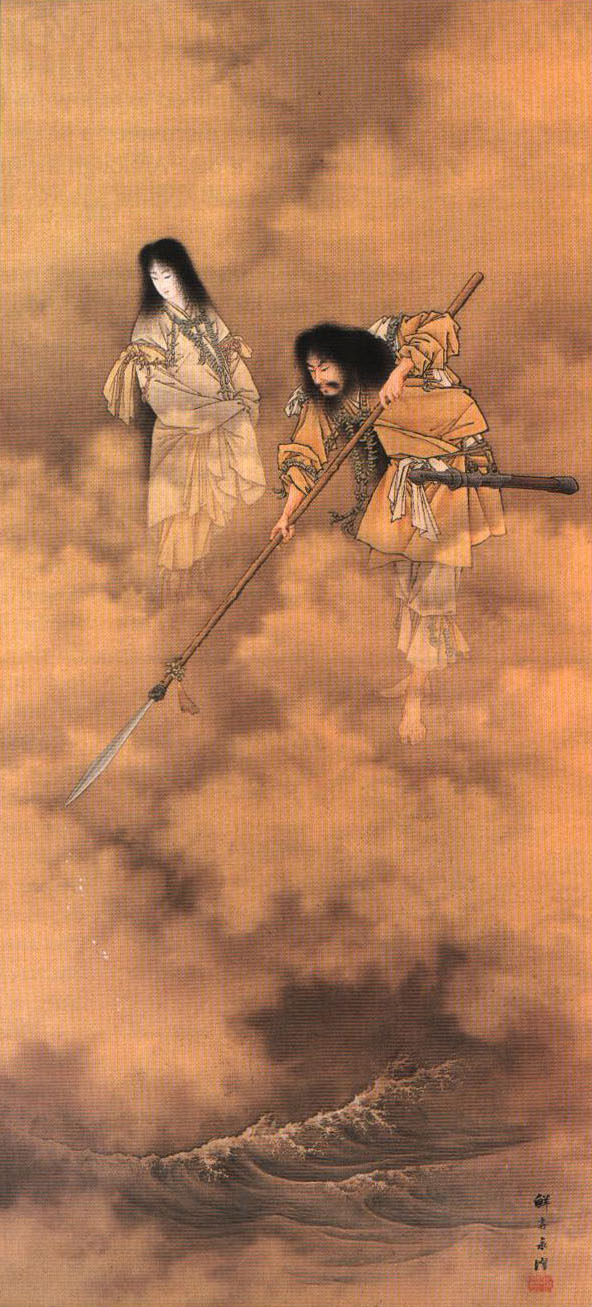
Izanagi và Izanami tạo nên nước Nhật

Mỗi ngôi đền đều được xây dựng để dành riêng cho một Thần. Sau đây là những nam thần và nữ thần (女神 megami) chính trong truyền thuyết:
- Ame-no-Minakanushi (アメノミナカヌシ Cổ sự ký ghi là 天御中主 Thiên Ngự Trung Chủ hay 天之御中主神 Thiên Chi Ngự Trung Chủ Thần, Nhật Bản thư kỷ ghi là 天之御中主命 Thiên Chi Ngự Trung Chủ Mệnh (Ame-no-Minakanushi-no-Mikoto) là vị thần đầu tiên, là khởi nguồn của vũ trụ, một trong ba Tạo hoá tam thần (造化三神/Zōka Sanshin, ba vị thần tạo hoá ra vạn vật). Ông là vị thần đầu tiên được sinh ra ở Cao Thiên Nguyên, các huyền thoại miêu tả ông là 独神 Độc thần (vị thần cô độc). Vị thần nguyên thủy này không mấy khi được nhắc đến và chỉ có một vài đoạn ghi chép rời rạc ở các thư tịch cổ. Thời cổ đại, ông không được thờ ở thần xã nào cả, ông bị coi là một vị thần trừu tượng được hình thành dưới sự ảnh hưởng của tư tưởng Trung Hoa. Đến thời trung cổ, khi Nhật Bản thư kỷ được đánh giá cao hơn Cổ sự ký, Ame-no-Minakanushi dần được biết đến rộng rãi và người ta bắt đầu đề cao ý nghĩa của vị thần này hơn. Thời Minh Trị, khi phong trào Thần Phật phân ly (神仏分離/Shinbutsu bunri) nổ ra, Diệu Kiến Bồ Tát trong Phật giáo tại nhiều đền chùa Nhật Bản bị đổi tên thành Ame-no-Minakanushi.[1]
- Izanagi (イザナギ Cổ sự ký ghi là 伊弉諾 Y Trang Nặc, Nhật Bản thư kỷ ghi là 伊邪那岐 Y Tà Na Kỳ, ngoài ra còn được viết là 伊弉諾尊 Y Trang Nặc Tôn) là một trong những vị nam thần đầu tiên, chồng của Izanami. Ông cùng vợ đã tạo ra nước Nhật. Ông từ trên cầu Ame-no-ukihashi dùng ngọn giáo thần Ame-no-nuboko nhúng vào đại dương và khuấy. Khi ngọn giáo được rút lên nước biển nhỏ xuống tạo thành một hòn đảo. Izanagi và Izanami xây dựng một lâu đài và sinh ra 8 hòn đảo mới, gộp thành phần lớn nước Nhật ngày nay. Izanagi là cha của Amaterasu, Tsukuyomi và Susanoo.
- Izanami (イザナミ còn được viết là: 伊弉冉 Y Trang Nhiễm, 伊邪那美 Y Tà Na Mỹ, 伊弉弥 Y Trang My) là vị nữ thần đầu tiên, vợ của Izanagi. Khi Izanami sinh ra thần lửa Kagutsuchi (火之迦具土神 Hinokagatsuchi, Hỏa Chi Già Cụ Thổ Thần trong Cổ sự kí; còn gọi là Kagutsuchi trong Nhật Bản thư kỷ), lửa bốc cháy khiến bà bị thương và chết. Inazagi nổi giận và dùng kiếm chém vào đầu của Kagutsuchi và chặt thành 8 khúc. Các phần của Kagutsuchi trở thành những núi lửa bao bọc nước Nhật. Khi Izanagi xuống Suối Vàng (黄泉 Yomi, Hoàng Tuyền) để đón Izanami về, bà đã biến thành thần chết. Izanagi bị vợ đuổi và trở về một mình.

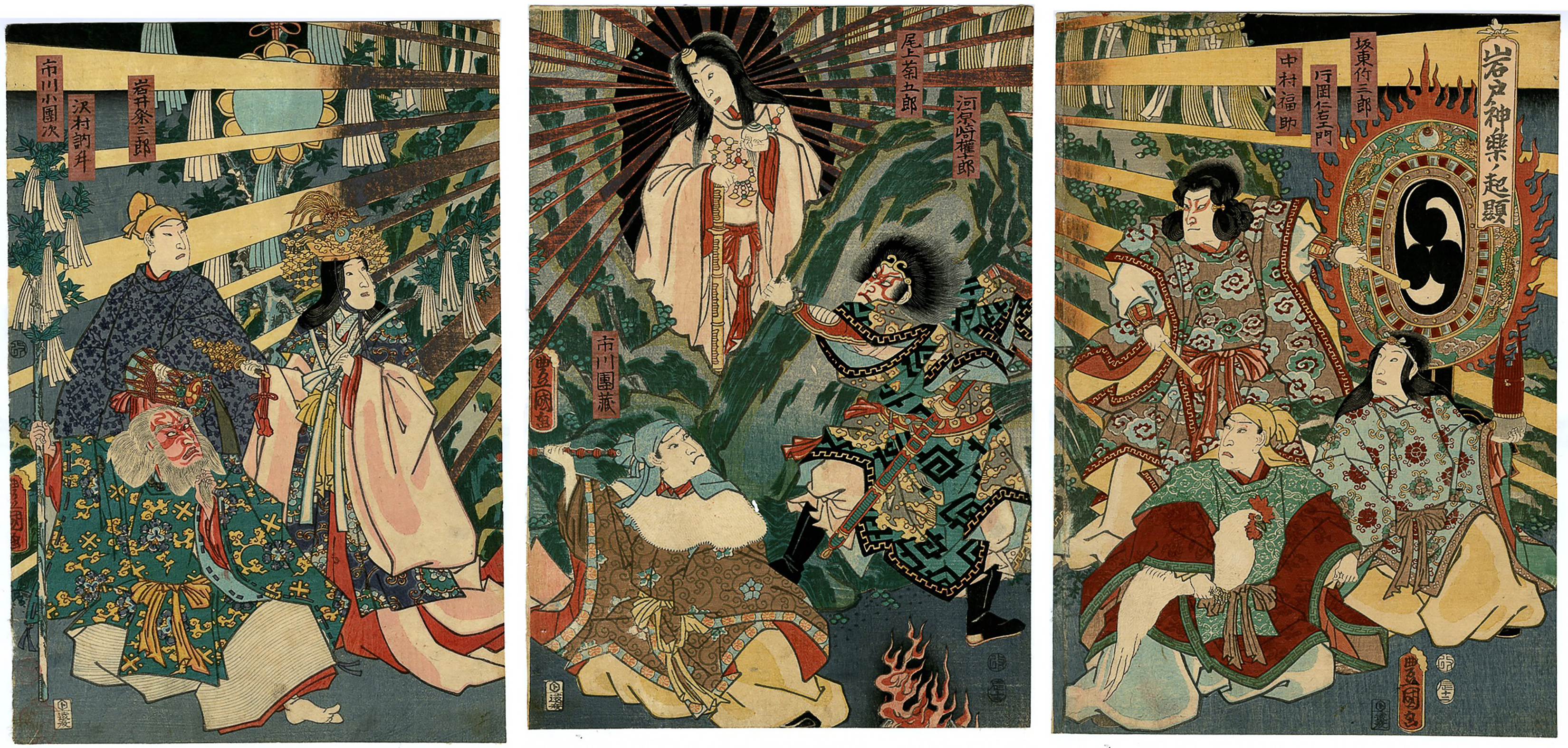
Amaterasu ló mình khỏi hang đá

- Amaterasu-Ōmikami (天照大神 Thiên Chiếu Đại Thần theo Nhật Bản thư kỷ, 天照大御神 Thiên Chiếu Đại Ngự Thần theo Cổ sự ký; ngoài ra còn được viết là 天照皇大神 Thiên Chiếu Hoàng Đại Thần, 日神 Nhật Thần hay Thần Mặt Trời) là vị nữ thần được sinh ra từ mắt trái của Izanagi khi ông rửa mặt sau khi trở về từ Suối Vàng. Amaterasu mang lại ánh sáng và hơi ấm cho vạn vật, nhưng một hôm em trai của Amaterasu là Susanoo cãi nhau với bà và ném vật được dâng tế cho Amaterasu, một con lừa chết, vào phòng thêu làm chết một cô hầu gái. Amaterasu tức giận và tự nhốt mình trong hang đá, khiến thế giới chìm vào bóng tối. Ame-no-Uzume và các vị thần khác đã tìm cách lừa Amaterasu ra bằng một lễ hội ầm ĩ và một chiếc gương đồng. Amaterasu được xem là tổ tiên của người Nhật, và bà đã tặng chiếc gương đồng "Bát Chỉ" (八咫鏡 Yata No Kagami, Bát Chỉ kính), "Bát Xích Quỳnh Khúc ngọc" (八尺瓊曲玉 Yasakani no Magatama) và thanh gươm "Thảo Thế" (草薙の剣 Kusanagi-no-Tsurugi, Thảo Thế kiếm) cho cháu mình là Ninigi-no-Mikoto khi cho ông xuống mặt đất. Ngày nay thanh gươm được giữ tại thần cung Atsuta (熱田).

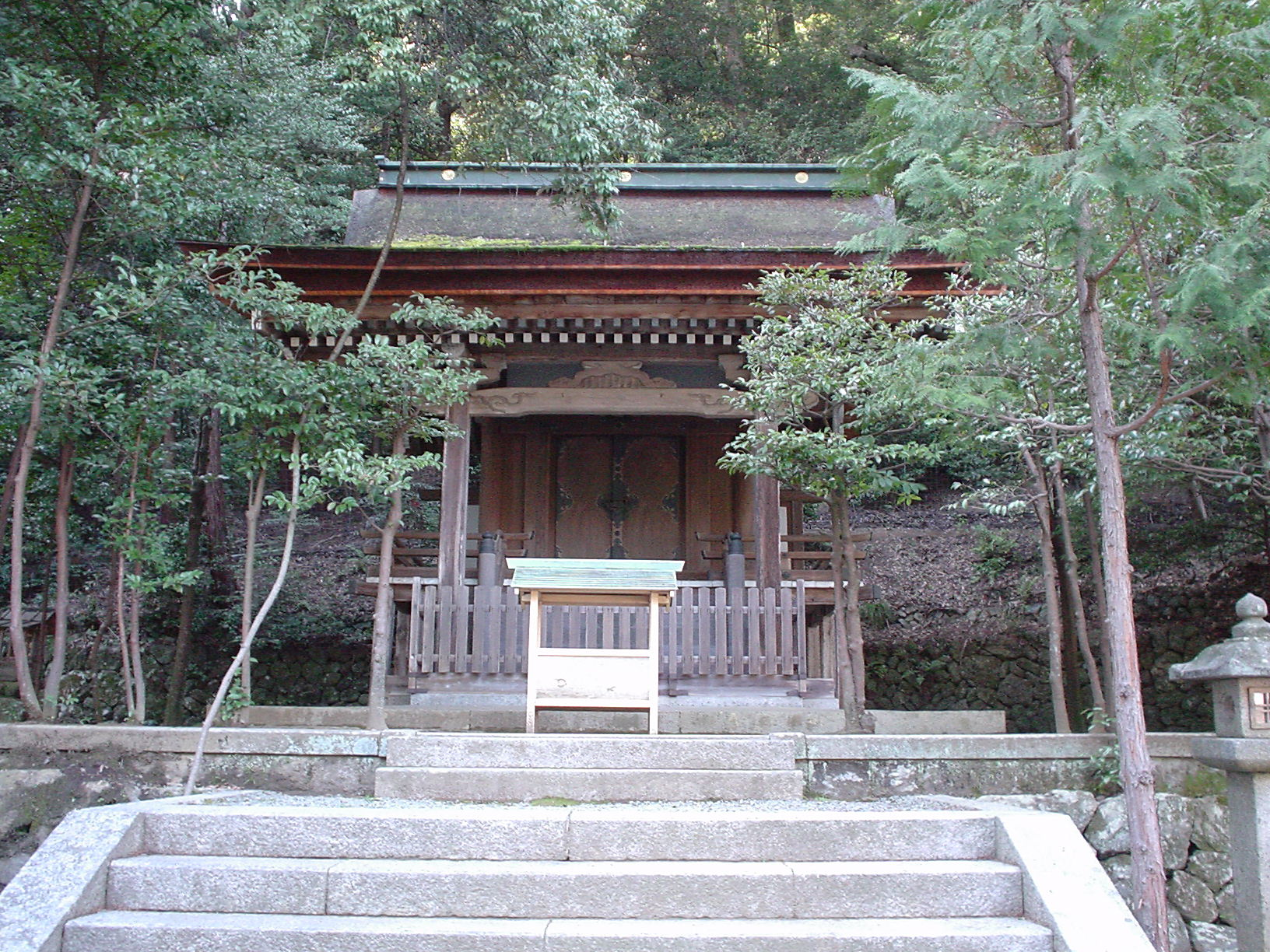
Đền thờ thần Tsukuyomi ở Kyoto

- Tsukuyomi (月読 Nguyệt Độc) là thần Mặt Trăng, em trai của Amaterasu. Tsukiyomi được sinh ra từ mắt phải của Izanagi khi ông rửa mặt sau khi trở về từ Suối Vàng. Một hôm Amaterasu sai Tsukiyomi đi thay mình đến dự tiệc của Ukemochi-no-kami (保食神 Bảo thực thần). Ukemochi lần lượt nhìn vào biển, rừng và đồng lúa rồi nôn ra cá, thịt và một chén cơm mời Tsukiyomi ăn. Kết quả là bà bị Tsukiyomi cảm thấy kinh hãi và giết chết. Từ đó, Amaterasu không thèm nhìn mặt em trai nữa, và khi nào có Mặt Trăng thì Mặt Trời đi chỗ khác.

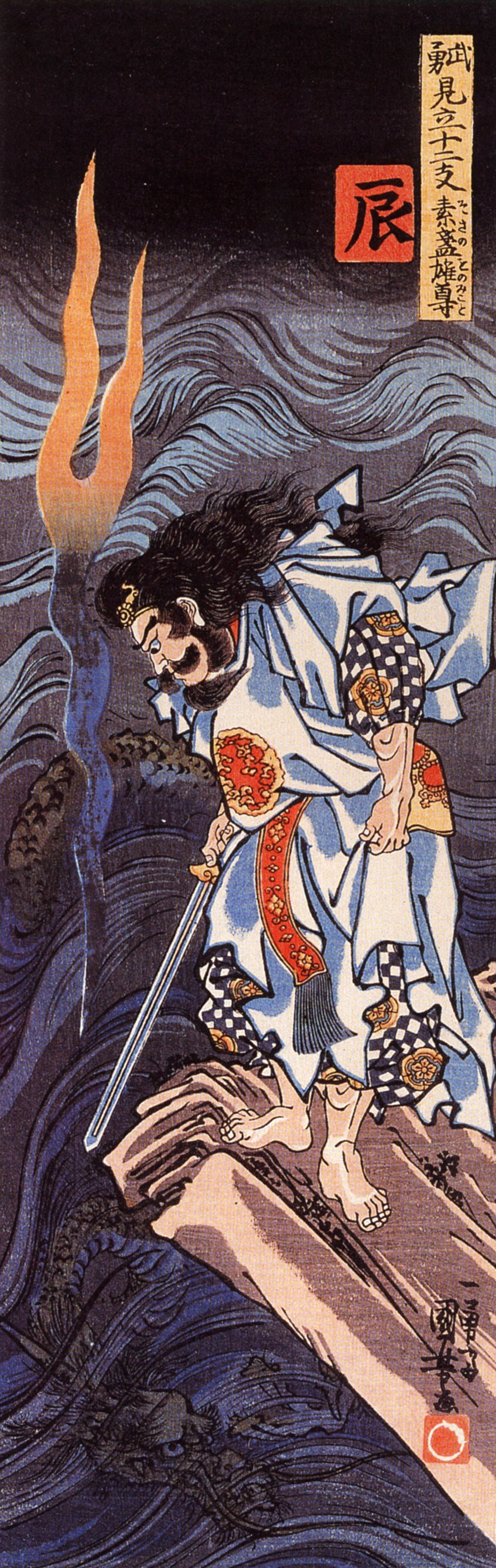
Susa-no-O diệt đại xà

- Susanoo-no-Mikoto (スサノオ đọc là Susa-no-O, Nhật Bản thư kỷ ghi là 素盞嗚尊 Tố Trản Ô Tôn, 素戔嗚尊 Tố Tiên Ô Tôn; Cổ sự ký ghi là 建速須佐之男命 Kiến Tốc Tu Tá Chi Nam Mệnh, 須佐乃袁尊 Tu Tá Nãi Viên Tôn) là thần biển và gió bão. Susanoo là em trai của Amaterasu và Tsukuyomi, được sinh ra từ mũi của Izanagi khi ông rửa mặt sau khi trở về từ Suối Vàng. Susanoo làm Amaterasu tức giận và bị đuổi đi. Khi đến huyện Izumo, Susanoo gặp hai thần đất. Họ đã bị một con rắn 8 đầu Yamata-no-Orochi (八岐の大蛇 Bát Kỳ Đại Xà) bắt mất 7 người con gái. Susanoo hỏi cưới cô thứ 8 nhỏ nhất chưa bị bắt là Kushi-inada-hime (奇稲田姫 Kì Đạo Điền Cơ) rồi biến cô thành một chiếc lược giấu trên đầu. Susanoo dùng 8 bình rượu để làm con rắn bị say rồi chặt khúc. Từ đuôi của đại xà, Susanoo tìm được thanh gươm Thảo Thế và gửi tặng Amaterasu để làm hòa.

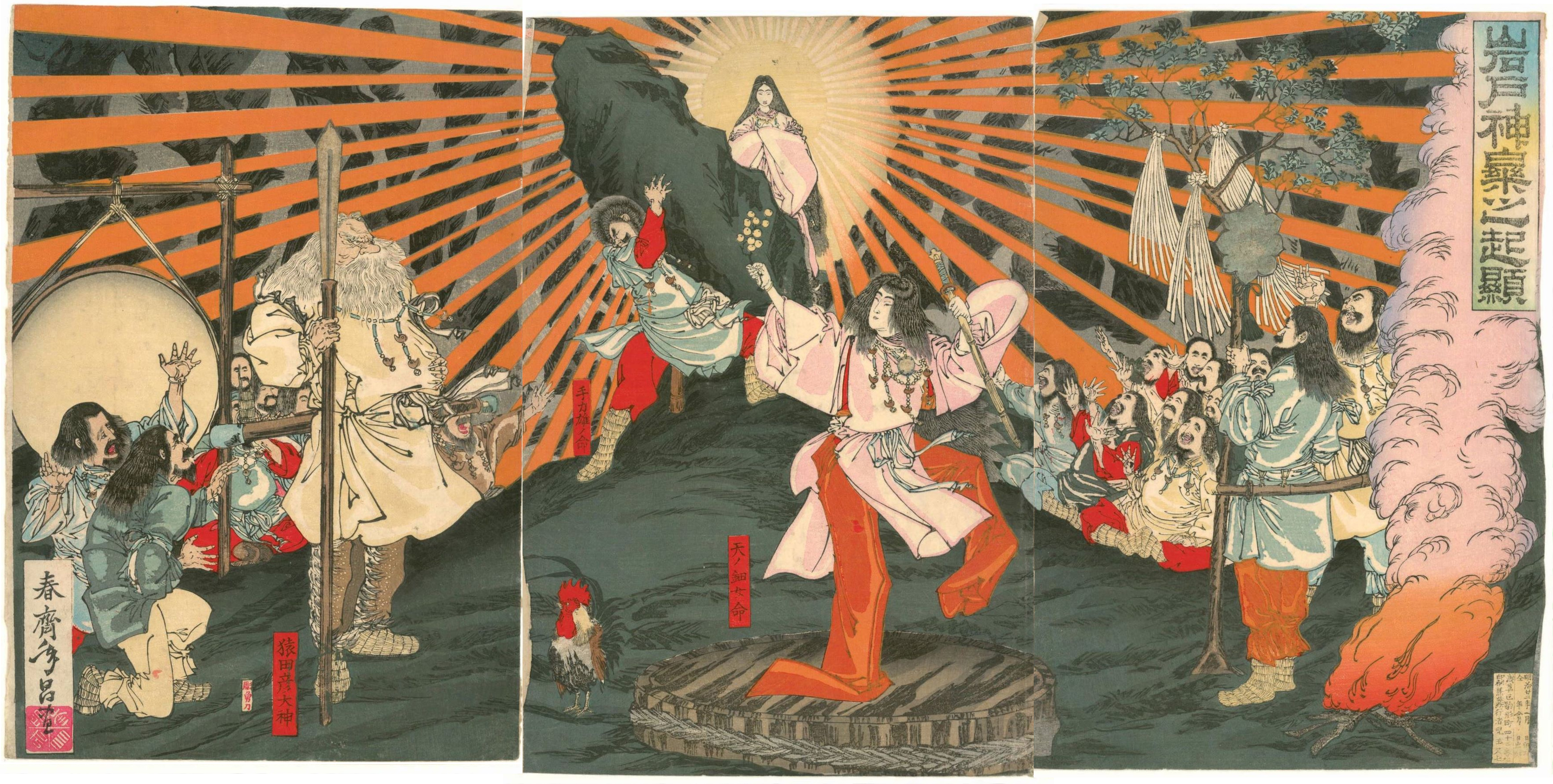
Ame-no-Uzume-no-mikoto lừa được Amaterasu ra ngoài

- Ame-no-Uzume-no-mikoto (アメノウズメ, Cổ sự ký ghi là 天宇受賣命 Thiên Vũ Thụ Mại Mệnh, Nhật Bản thư kỷ ghi là 天鈿女命 Thiên Điền Nữ Mệnh) là nữ thần của lễ hội và hạnh phúc. Khi Amaterasu nhốt mình trong hang, Ame-no-Uzume treo một chiếc gương bằng đồng lên cây, khoác hoa lá lên mình rồi nhảy múa trước cửa hang. Các vị thần kéo tới xem, Ame-no-Uzume vất bỏ chiếc áo bằng hoa và đám đông nam thần hét lên thích thú. Amaterasu tò mò lẻn ra khỏi hang xem, ánh sáng của bà phản chiếu trong gương tạo ra bình minh xóa tan bóng tối. Các vị thần lấp cửa hang, mọi người vui vẻ trở lại và cùng nhau lập lễ hội.
- Sarutahiko-Ōkami (猿田毘古大神 Viên Điền Tì Cổ Đại Thần) là thần đất và sức mạnh. Ông là chồng của Ame-no-Uzume-no-mikoto. Khi Ninigi-no-Mikoto được phái xuống đất, ông ta bị Sarutahiko chặn đường. Khi Ame-no-Uzume đến hỏi, Sarutahiko chào đón Ninigi-no-Mikoto và cả ba cùng đi chung với nhau. Sarutahiko thường được mô tả là một người rất to lớn và cầm giáo dài, đặc biệt có mũi rất to và dài.

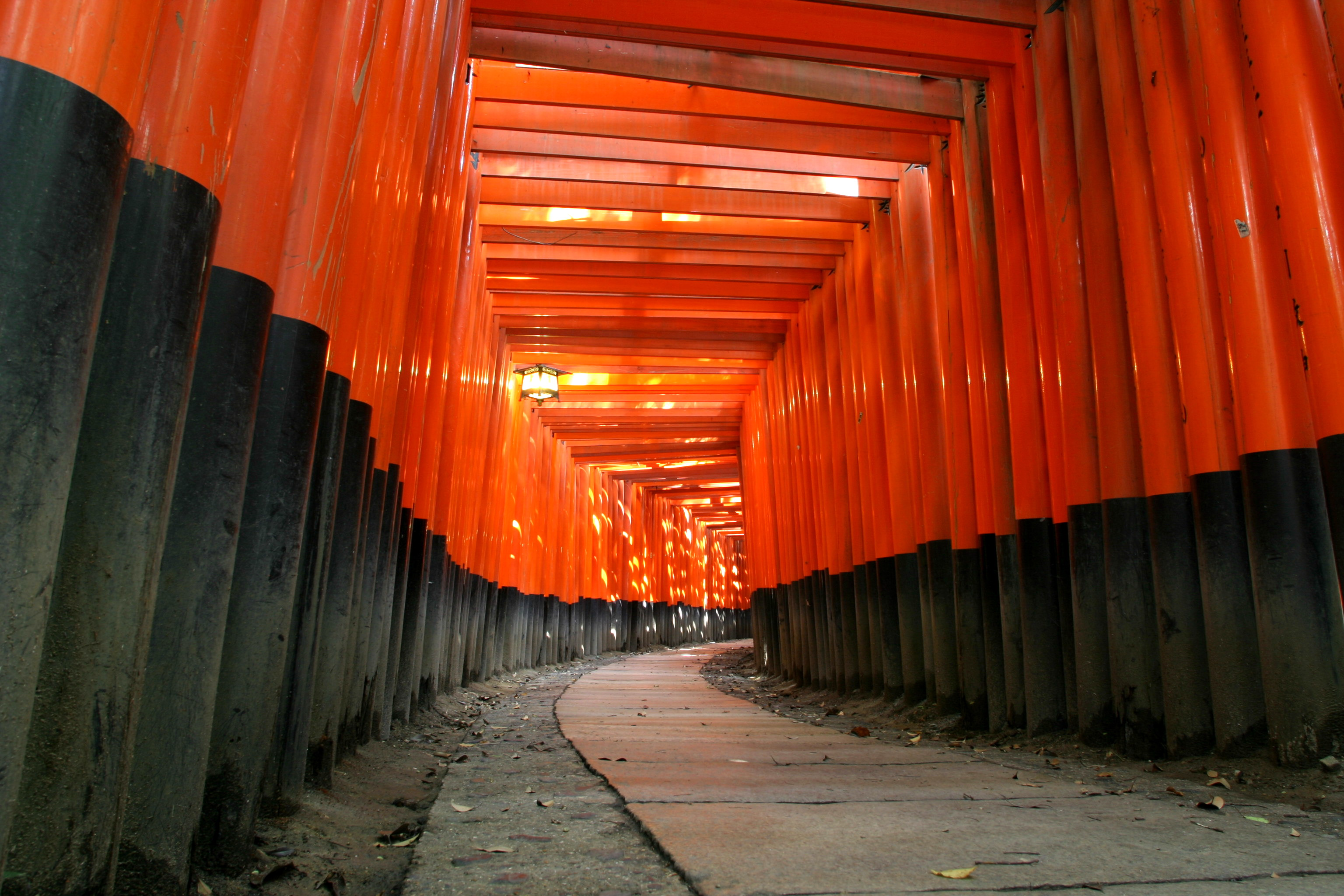
Torii dẫn vào đền thờ thần Đạo Hà

- Inari (稲荷 Đạo Hà) là thần gạo, đôi lúc xuất hiện dưới dạng một ông già, hoặc một thiếu nữ, thường được đi kèm bởi một con hồ ly màu trắng. Đền của Inari thường có rất nhiều cổng nối tiếp nhau và có tượng cáo trắng đeo khăn đỏ ở hai bên. Cả Inari và Kitsune đều rất thích ăn đậu khuôn chiên Aburaage (油揚げ) nên món này thường được dâng cho Inari cùng với rượu sake và bánh gạo.
- Enma-Daiō (閻魔大王 Diêm Ma đại vương) là vua của địa ngục. Tuy nhiên Enma có xuất xứ từ Phật giáo chứ không phải Thần đạo.
- Ninigi-no-Mikoto (瓊瓊杵尊 Quỳnh Quỳnh Chử Tôn) là cháu của Amaterasu. Nữ thần Mặt Trời phái ông xuống mặt đất để thành lập nước Nhật. Ninigi-no-Mikoto đem theo 3 bảo vật của Thiên Chiếu là thanh gươm, gương và viên ngọc. Khi Ninigi-no-Mikoto gặp Konohana-sakuya-hime (木花之開耶姫 Mộc Hoa Chi Khai Da Cơ) liền đem lòng yêu cô và đến gặp cha của Konohana để hỏi cưới. Công chúa hoa anh đào Konohana và Ninigi-no-Mikoto là tổ tiên của người Nhật.

## Đền thờ

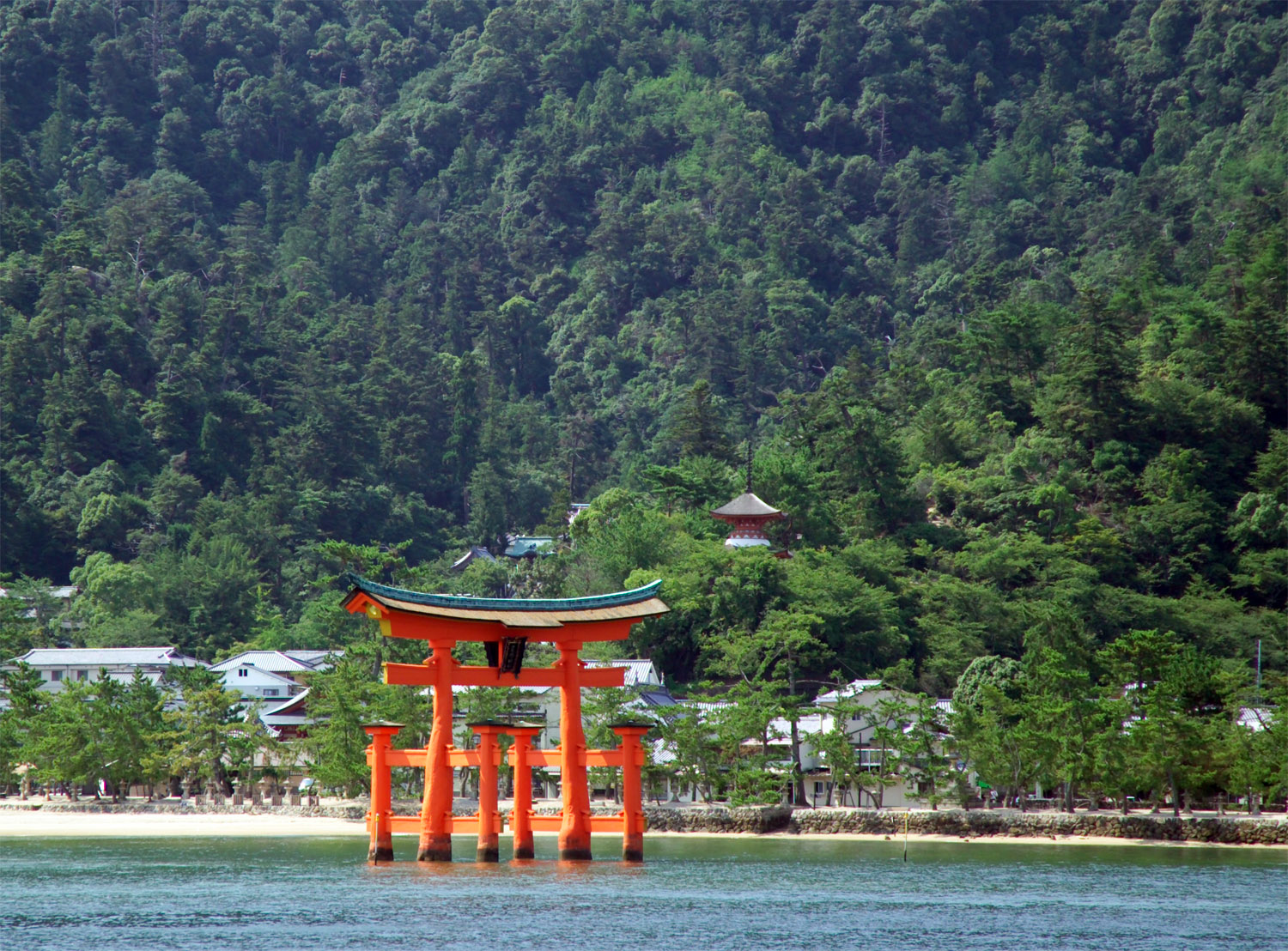
Torii của đền Itsukushima

Đền thờ Thần đạo gọi là thần xã (神社 jinja). Phía ngoài đền thờ có cổng torii (鳥居) bằng gỗ, thường được sơn màu đỏ. Khu vực linh thiêng nhất là sảnh điện bên trong bản điện (本殿 honden), chỉ có các thần chủ (神主 kannushi) mới được phép vào làm lễ. Còn khu vực sân bên ngoài cho phép người ngoài đến viếng đền, uống nước, mua sắm hay đi tham quan. Thường các đền thờ có bán đủ loại bùa đem lại may mắn (như khi mang thai, sức khỏe, tình yêu, hay để khỏi bị xe đụng). Đền thờ thường có giếng nước hay nơi đựng nước để người đến rửa mặt và tay để tẩy trần trước khi vào sâu hơn.

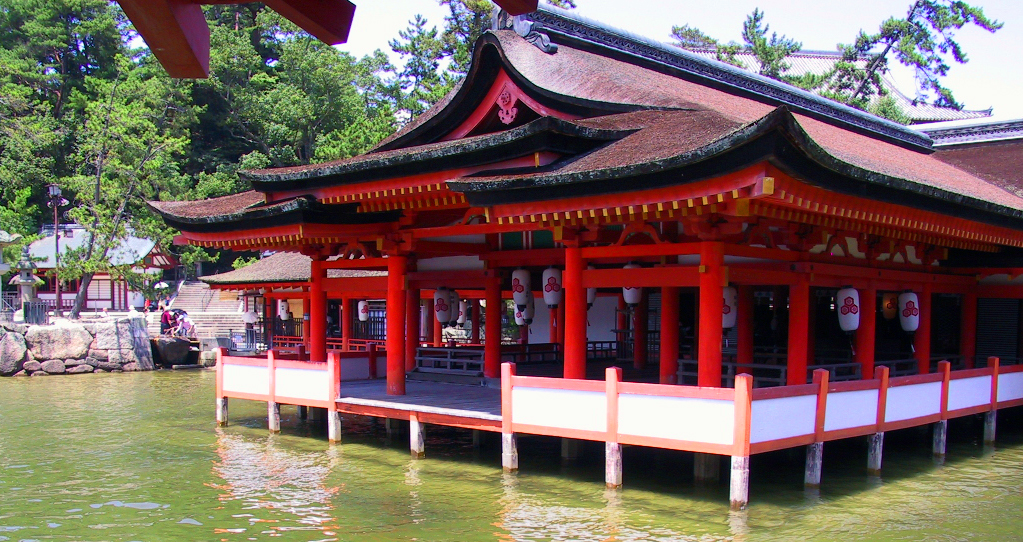
Thần xã Itsukushima

Các thần xã thường được xây trên đồi núi, từ dưới leo lên đến nơi rất mỏi chân và mệt, nhưng đó là cách để tỏ lòng thành kính. Đặc biệt có thần xã Itsukushima (厳島) nổi tiếng nằm trên nước. Thần xã Itsukushima được xem là di sản văn hóa quốc gia và được công nhận là di sản văn hóa thế giới. Đại xã Fushimi Inari (伏見稲荷) có đến hàng ngàn cổng torii nối tiếp dẫn từ ngoài vào đến tận đền.

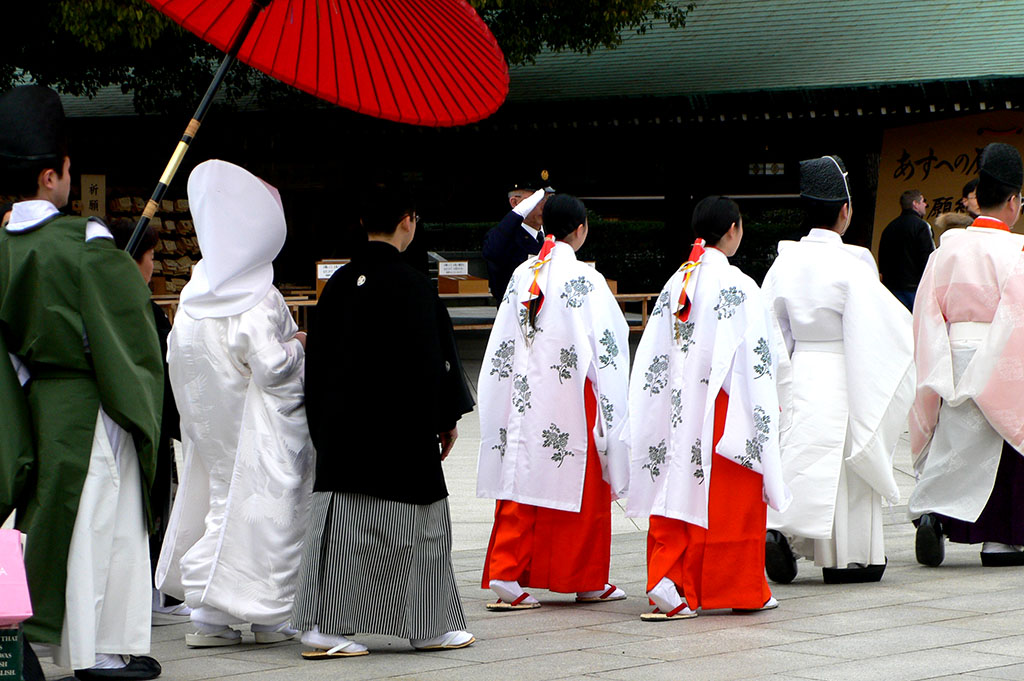
Các vu nữ giúp làm lễ cưới truyền thống

Các vu nữ (巫女 miko) có nhiệm vụ chăm sóc các ngôi đền. Vu nữ thường mặc kimono trắng với quần hakama đỏ, và bít tất tabi. Ngày xưa các vu nữ bắt buộc phải là trinh nữ. Họ giúp đỡ thần chủ trong các buổi lễ, biểu diễn các điệu múa nghi lễ gọi là "Vu nữ thần lạc" (巫女神楽 Miko Kagura), quét dọn sân đền, thắp đèn lồng, làm thẻ xăm bói toán, hoặc bán các loại bùa may mắn. Thần lạc là điệu múa mà Ame-no-Uzume biểu diễn trong thần thoại. Điệu múa này thường rất chậm, vu nữ sẽ cầm quạt hay chuông, và các động tác đều có ý nghĩa.
Ở các cổng torii của đền thường treo những dây thừng làm bằng rơm gọi là "chú liên thừng" (注連繩 shimenawa). Những sợi dây này thường được treo ở những nơi thiêng liêng để đuổi tà, trên đó thường quấn thêm "chỉ thùy" (紙垂 shide), là những chuỗi thường được làm bằng giấy hay vải trắng có hình dạng như tia sét. Chỉ thùy cũng thường được quấn vào que đũa gỗ thành cái gọi là gậy trừ tà "phất xuyến" (祓串 tamagushi) hay gậy sét haraigushi (はらいぐし). Các vu nữ thường dùng phất xuyến gồm có chỉ thùy gắn vào nhánh cây chè sakaki (榊) trong các buổi lễ thanh tẩy.

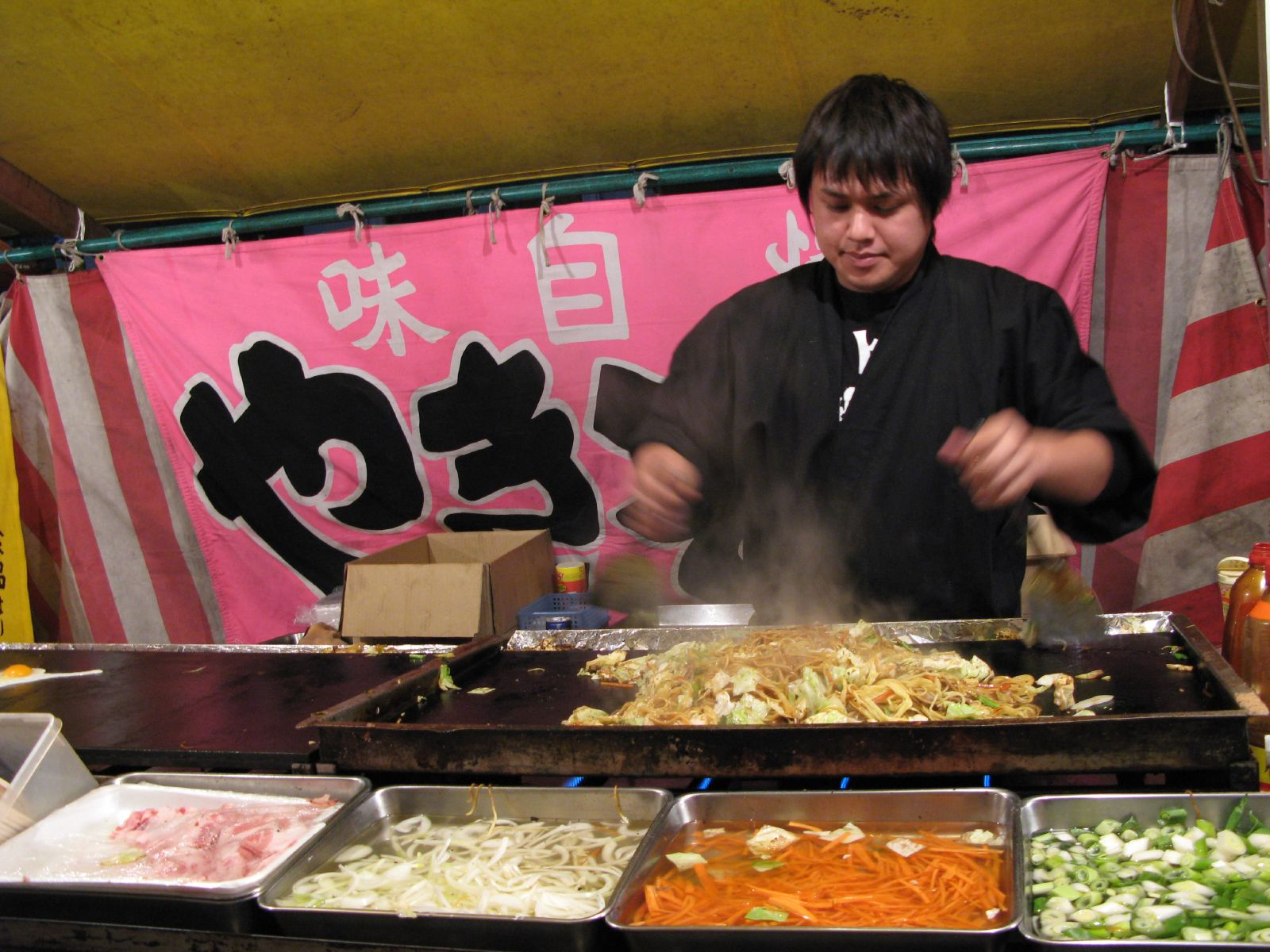
Một quầy bán mì nướng Yakisoba ở lễ hội

Hội mã (絵馬 ema) thường được treo trước đền, là những thẻ gỗ dùng để viết điều ước của mình lên đó. Những thẻ này được để bên ngoài để thần có thể đọc và hoàn thành điều ước. Hội mã nghĩa là "ngựa vẽ", vì ngày xưa người giàu thường dâng ngựa cho đền, nhưng ngày nay chỉ dùng "ngựa vẽ trên thẻ gỗ". Ngày nay những người trẻ tuổi thường ước chuyện tình yêu hay không học bài mà vẫn thi đậu. Tuy các ema được trang trí bằng họa tiết theo lối Ukiyo-e (浮世絵), thường các bảng treo hội mã vẫn trông rất xấu, vì nhiều người chữ xấu mà vẫn ước đủ thứ.
Người ta thường viếng đền vào những dịp như lễ cưới, năm mới, lễ hội, hay chỉ đơn giản là đi cầu may trước khi đi thi. Đa phần các lễ hội địa phương phải được tổ chức gần một đền Thần đạo và người ta thường kéo tới đền trong những dịp này. Đường dẫn đến đền sẽ được bày bán nhiều loại thức ăn đặc trưng được làm trong lễ hội như yakisoba (焼きそば).

## Thần thể

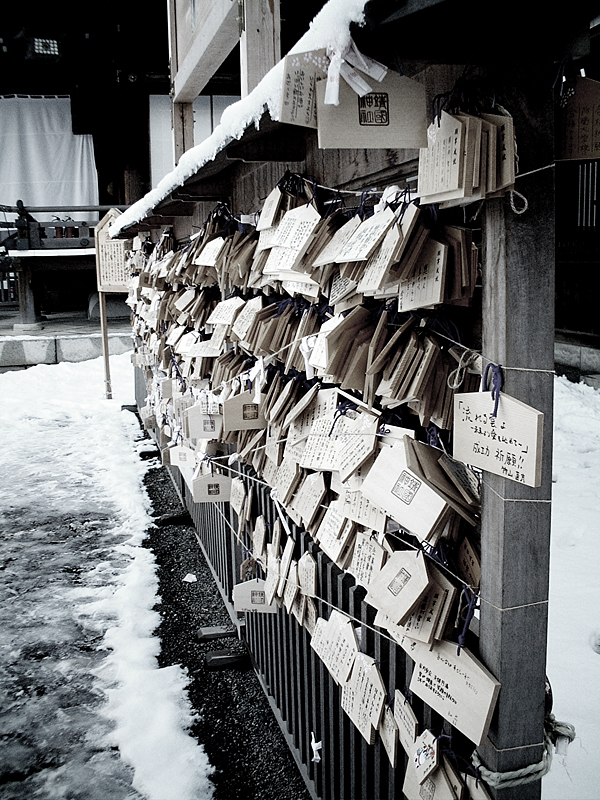
Ema treo ở đền Minh Trị tại Tokyo

Thần thể (神体; Shintai), hay tôn kính hơn là Ngự thần thể (御神体; Goshintai), là một vật linh thiêng làm đối tượng thờ cúng chính của một thần xã. Trong thần xã, thần thể đặt ở nơi nào thì nới đó được gọi là bản điện, nhưng cũng có nhiều thần thể được đặt ngoài, thậm chí cách xa thần xã. Thần thể là một vật vô tri nhân tạo như gương, kiếm, đồ trang sức hay một vật ngoài tự nhiên như tảng đá, cây cối hoặc thác nước. Thần thể là một bức tượng tạc thần linh được gọi là thần tượng (神像; Shinzō), hay đơn giản chỉ là chiếc đũa phép có gắn chỉ thuỳ gọi là ngự tệ (御幣; Gohei), những ngọn núi linh thiêng được tôn thờ là "thần thể sơn" (神体山; shintaizan). Thần thể ngoài tự nhiên thường phải là vật đã có từ trước ở nơi xây dựng thần xã bởi chúng là đại diện cho một vị thần ở địa phương. Trong trường hợp đặc biệt, một võ sĩ sumo đạt tới hạng cao nhất gọi là Yokozuna (横綱; hoành cương) đeo dải dây shimenawa trước bụng có thể trở thành một thần thể sống. Theo quan niệm của Thần đạo, thần thể là thứ mà thần linh có thể nhập vào để hưởng lễ vật được dâng lên trong các nghi lễ cúng bái hay kết nối với con người.
Trước khi phong trào shinbutsu bunri (神仏分離; Thần Phật phân ly) nổ ra năm 1868 dưới thời Minh Trị, thần thể cũng có thể là cách gọi của một bức tượng thần trong Phật giáo.
Qua nhiều năm, thần thể dần được bọc kín trong nhiều lớp vải lụa quý và đặt sâu bên trong các hộp gỗ, vì thế chúng thường bị lãng quên. Nhiều khi chính thần chủ cai quản thần xã cũng không biết thần thể trong đền là thứ gì. Thông thường, thần thể được đặt cố định trong bản điện và chỉ được đưa ra ngoài vào các dịp lễ hội chính của đền. Để đưa thần thể ra ngoài, người ta chuẩn bị một xe rước gọi là mikoshi (神輿; thần dư) và đưa thần thể vào trong đó. Các xe mikoshi được sơn son thếp vàng và trang trí lộng lẫy, có nhiệm vụ như một thần xã di động nhằm che thần thể khỏi tầm nhìn của người thường.
Thần thể lớn nhất và nổi tiếng nhất là ngọn núi Phú Sĩ - một ngọn núi lửa đang hoạt động, trải rộng xuyên khắp tỉnh Shizuoka và một phần tỉnh Yamanashi nên đây là thần thể chung của nhiều thần xã trong khu vực, gọi chung là thần xã Asama hay thần xã Sengen (浅間神社; Asama jinja/Sengen jinja; Thiển Gian thần xã). Thời cổ đại, núi lửa được gọi là "thiển gian", âm kunyomi cổ đọc là "asama", âm onyomi sau này đọc là "sengen". Thần đạo tôn thờ núi Phú Sĩ vì đó là nơi ngự của Thiển Gian đại thần (浅間大神; Asama-no-Ōkami/Sengen kami).  Hiện nay có khoảng 1300 thần xã thờ nữ thần núi lửa Asama/Sengen trên khắp Nhật Bản, tuy nhiên chỉ có Phú Sĩ Sơn Bản Cung Thiển Gian đại xã (富士山本宮浅間大社; Fuji-san Hongū Sengen taisha) - một di sản thế giới UNESCO ở thành phố Fujinomiya, tỉnh Shizuoka được coi là thần xã chính.

## Lịch sử
Thần đạo xuất hiện từ trước Công nguyên, nhưng hệ thống tín ngưỡng tôn giáo phát triển khá chậm, các nghi lễ được thực hiện trong hang đá hoặc những địa điểm linh thiêng, và hầu như không có tên gọi. Những truyền thuyết bắt đầu được ghi chép lại trong cuốn Cổ sự ký (古事記 Furukotofumi) và sau đó là Nhật Bản thư kỷ (日本書紀 Nihon Shoki). Cuốn Nhật Bản thư kỷ tương tự như Heimskringla của Bắc Âu, trong đó các vị vua chúa đều cho rằng mình là con cháu của các vị thần, ở đây là nữ thần Mặt Trời Amaterasu. Do đó cờ nước Nhật có hình Mặt Trời.

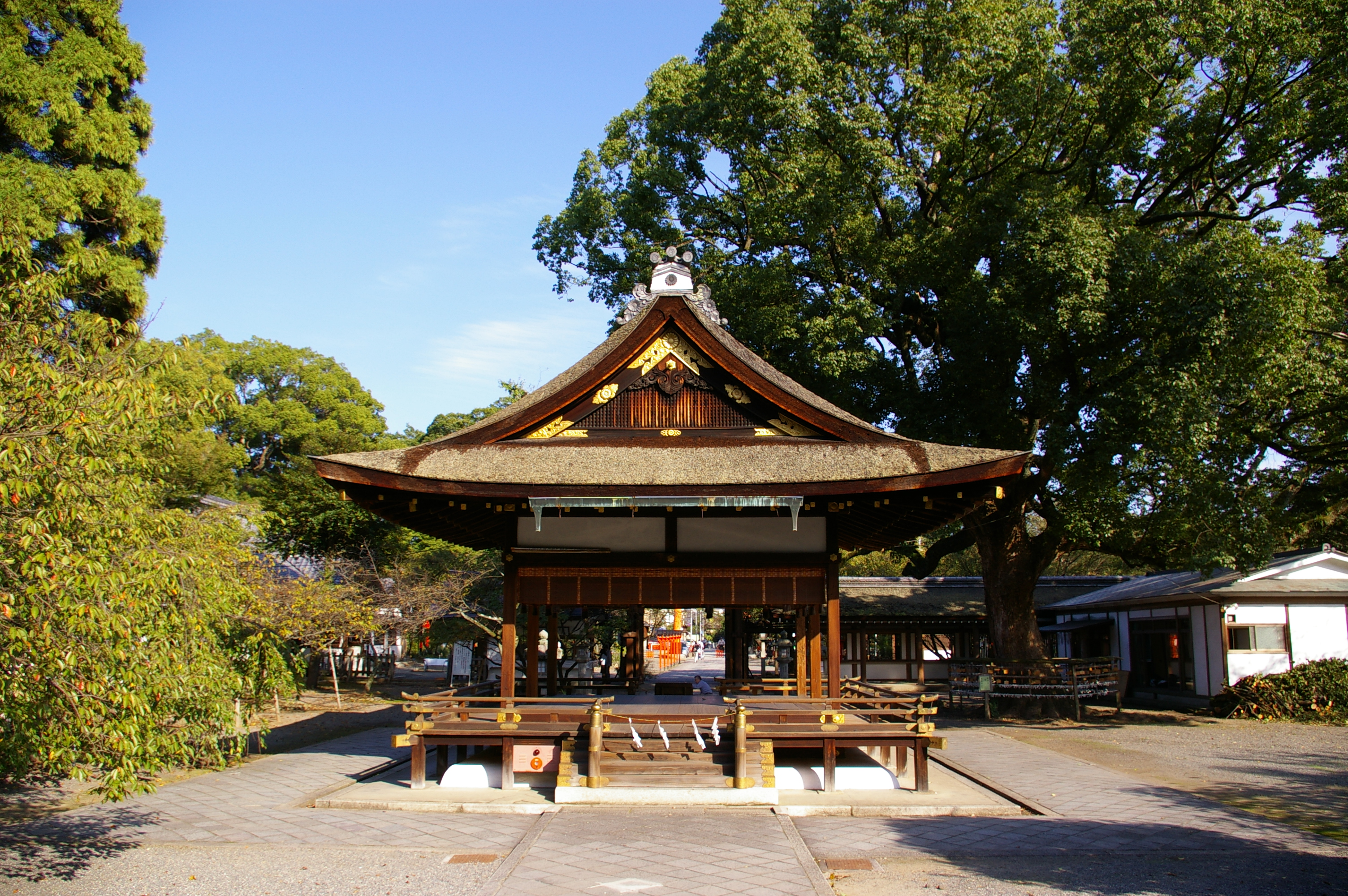
Thần xã Hirano ở Kyoto

Đến thế kỷ thứ 6, Phật giáo và Nho giáo xâm nhập vào Nhật Bản, tên gọi Thần đạo được đặt ra để phân biệt. Trong thời kỳ Asuka (飛鳥時代; 538 - 710), những thần xã đầu tiên được xây dựng, nhưng Thần đạo nhanh chóng bị áp đảo bởi Phật giáo. Đầu thế kỷ thứ 9, đại sư Kōbō (弘法) hợp nhất những tư tưởng Phật giáo và tín ngưỡng xưa để tạo ra Chân ngôn tông (真言宗). Tuy cùng tồn tại với Phật giáo, Thần đạo gần như bị loại bỏ.
Đến tận thế kỷ 18, thời kỳ Edo (江戸時代; 1603 - 1868), Thần đạo được tách ra khỏi Phật giáo nhờ một số người như Motoori Norinaga (本居宣長 Bổn Cư Tuyên Trưởng) hay Hirata Atsutane (平田篤胤 Bình Điền Đốc Dận), những người này đề cao tư tưởng tự hào dân tộc và rất ghét những phong tục du nhập từ nước ngoài vào. Tuy nhiên do tầm ảnh hưởng của Phật giáo rất lớn, những nỗ lực để đưa Thần đạo thành quốc giáo không thành công và phải chờ đến cả thế kỷ sau.

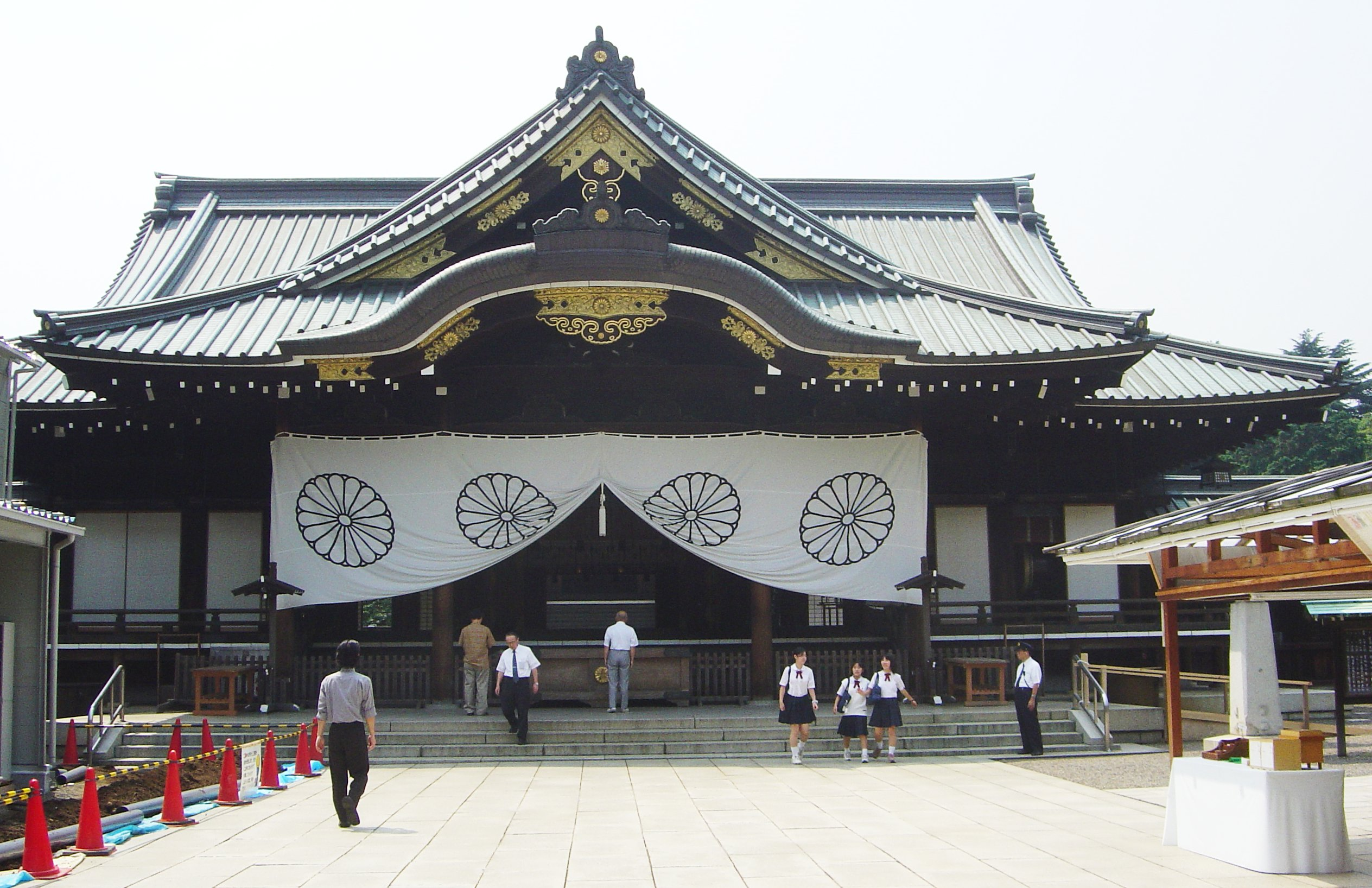
Thẫn xã Yasukuni tại Tokyo

Năm 1867, chế độ Mạc phủ (将軍) bị lật đổ, và Thiên hoàng Minh Trị lên nắm quyền. Ngày 13 tháng 3 năm 1868, chính phủ Nhật Bản công bố "Thần Phật phân ly lệnh", tách Thần đạo ra khỏi Phật giáo, đồng thời khôi phục lại Thần kỳ quan (神祇官 Jingi-kan), một cơ quan lo việc tôn giáo, khuyến khích Thần đạo phát triển. Tiếp đó, vào tháng 7 năm 1869, dựa vào Đại Bảo luật lệnh (大宝律令 Taihō-ritsuryō), Thần kỳ quan được đặt cao hơn Thái chính quan (太政官 Daijō-kan), hay cơ quan đứng đầu chính phủ. Năm 1870, công bố chiếu Đại giáo, thực thi chính sách coi Thần đạo là quốc giáo. Đến tháng 7 năm 1871, cơ cấu chính phủ lại gần giống với ban đầu, Thái chính quan nắm mọi quyền lực. Do Thiên hoàng được cho là con cháu thần linh, chính phủ lợi dụng Thần đạo để nói rằng Thiên hoàng xứng đáng cai trị cả thế giới, và buộc Đài Loan và Triều Tiên là các thuộc địa phải theo đạo Thần đạo.
Hệ thống các đền Thần đạo đa phần được nhà nước thiết lập. Như Thần xã Yasukuni (靖国神社) được dành riêng để thờ linh hồn những người hi sinh cho tổ quốc, do đó có cả những sĩ quan được cho là tội phạm chiến tranh. Việc các Thủ tướng Nhật Bản như Koizumi Junichirō thường xuyên đi thăm đền này đã tạo ra nhiều phản đối từ các nước như Hàn Quốc, vì Nhật chiếm đóng Hàn Quốc hơn 50 năm. Sau Chiến tranh thế giới thứ hai, Thần đạo tách ra khỏi nhà nước để trở lại là một tôn giáo bình thường và số người theo đạo giảm mạnh. Ngày nay trong nước có hơn 80 ngàn đền thờ và khoản 100 triệu người theo các tín ngưỡng hay phong tục Thần đạo. Tuy nhiên, số người thật sự coi Thần đạo là tôn giáo chính và sống vì Thần đạo (như các vu nữ) thì chỉ khoảng hơn 4 triệu. Như một người Nhật bình thường hàng năm vẫn đi thăm các đền Thần đạo vài lần, nhưng như vậy không tính là theo Thần đạo.

## Hình ảnh

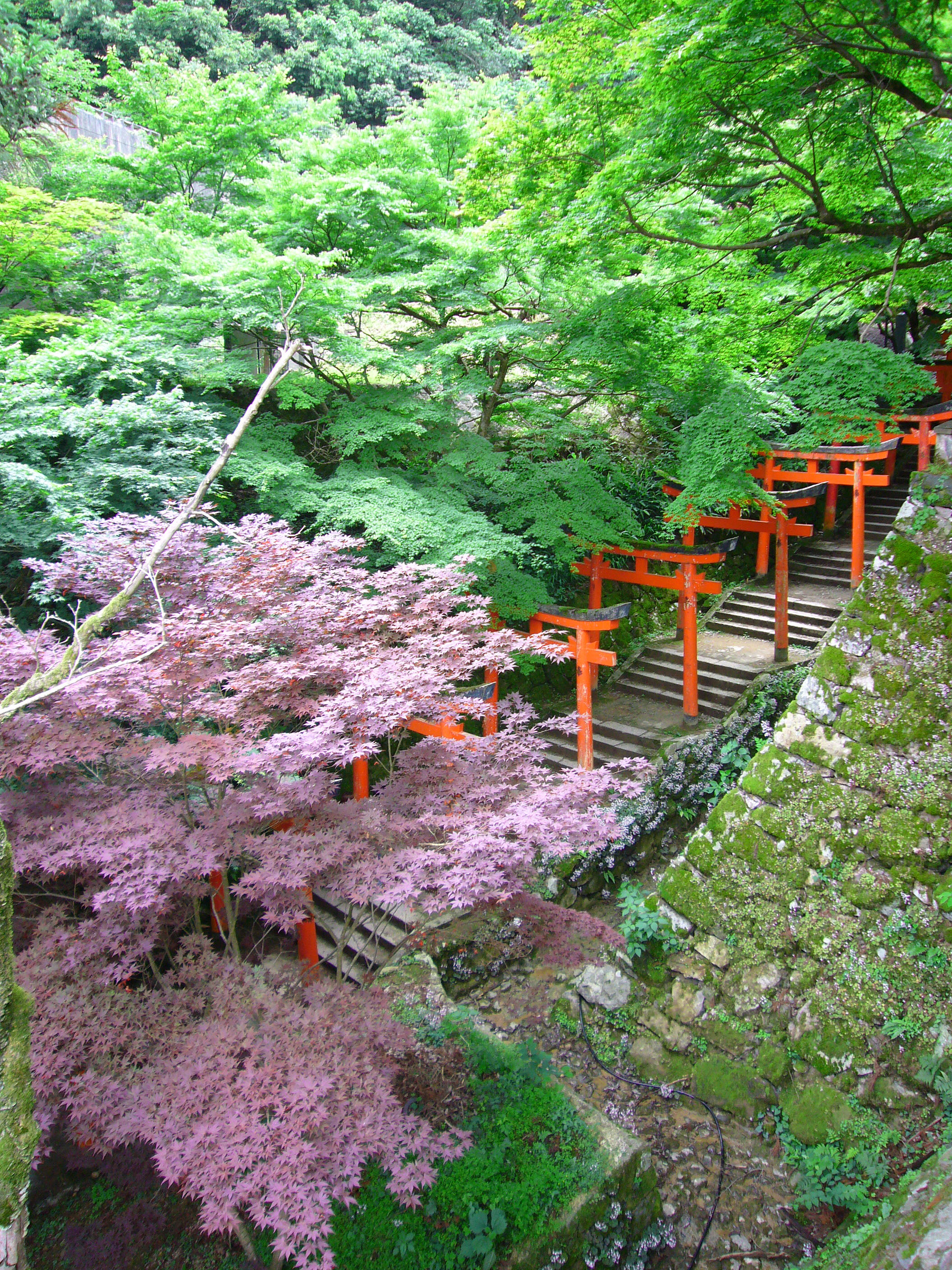
Cổng torii ở Izushi
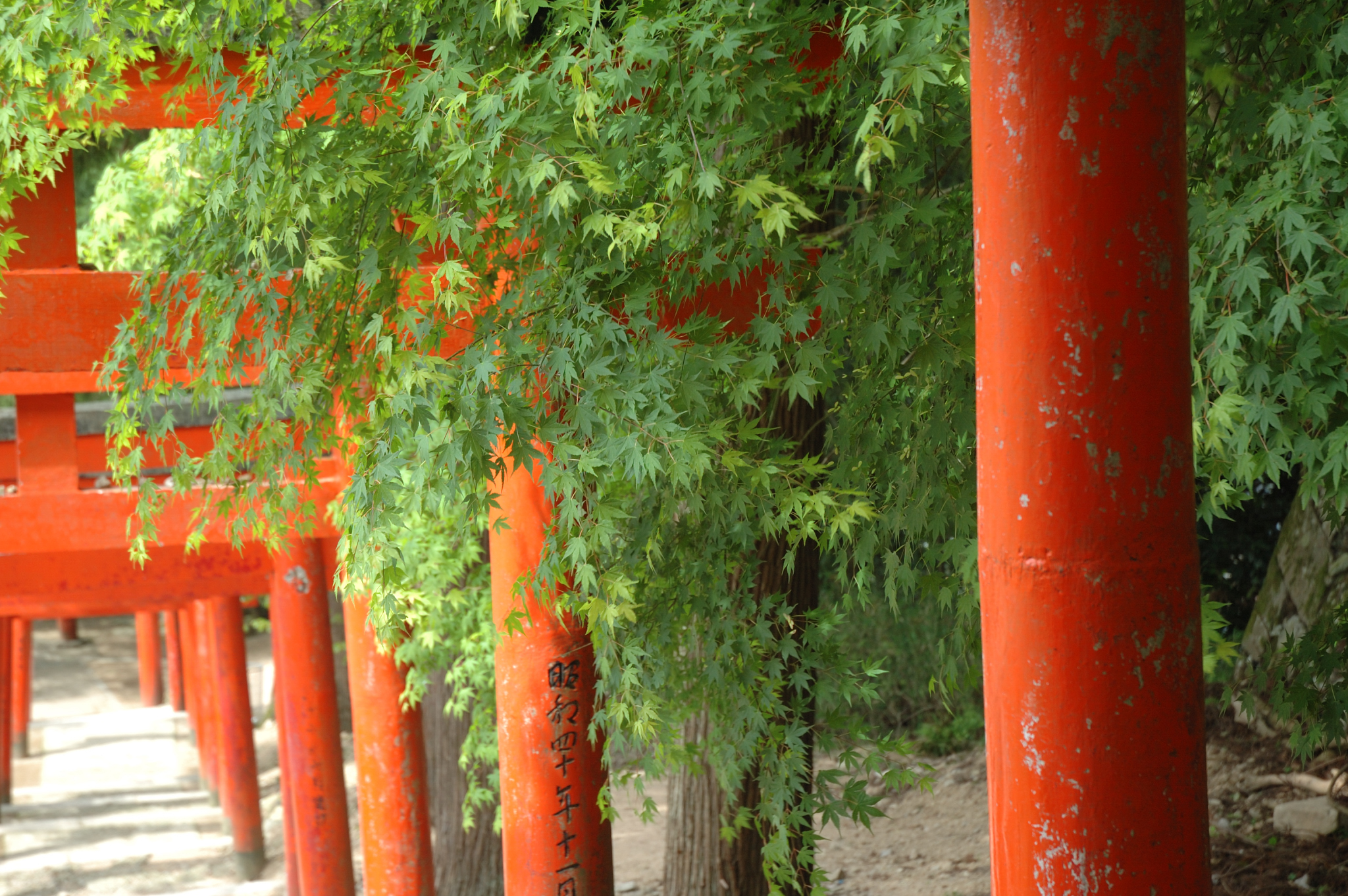
Cổng torii ở Izushi
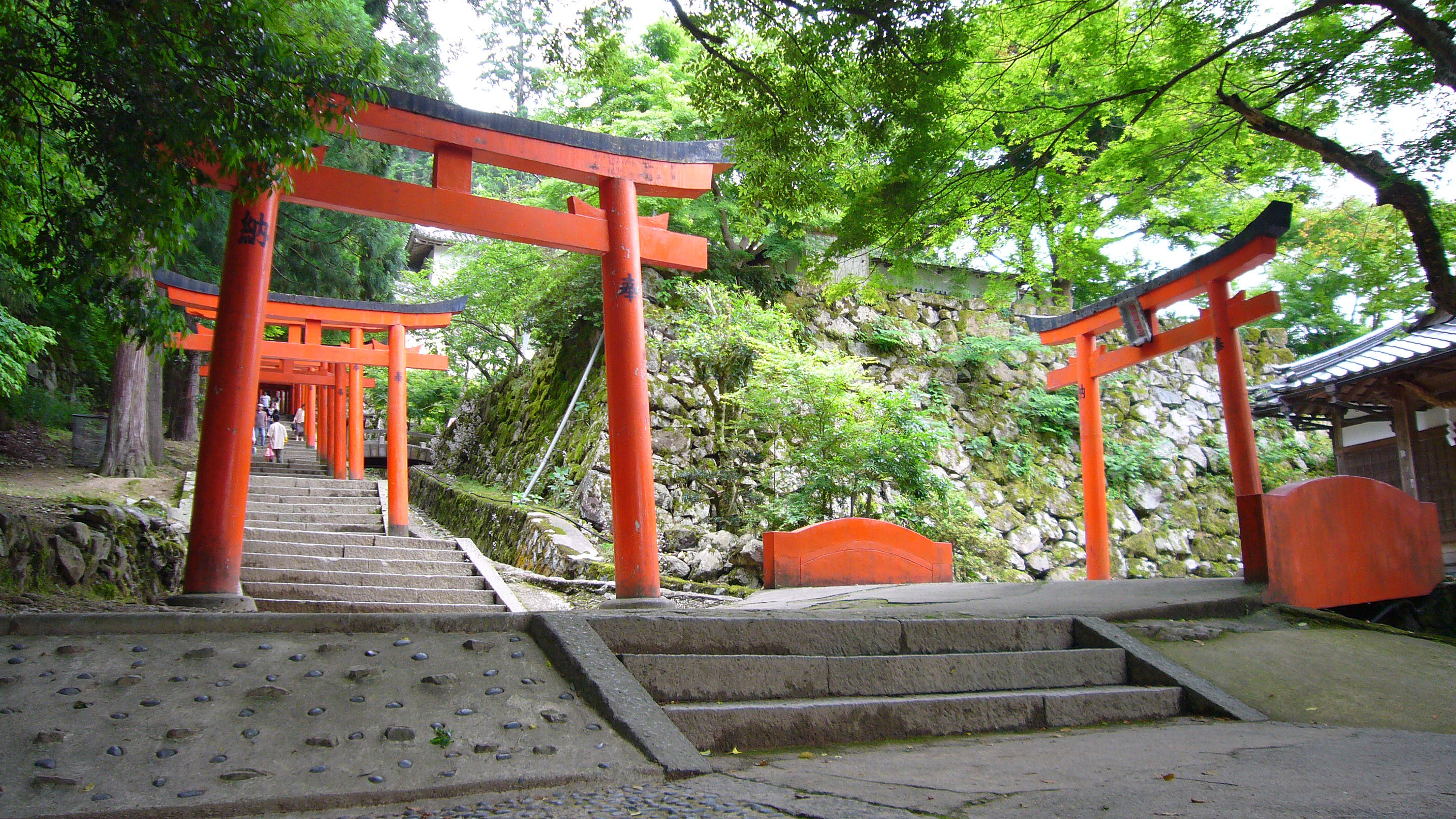
Cổng torii ở Izushi
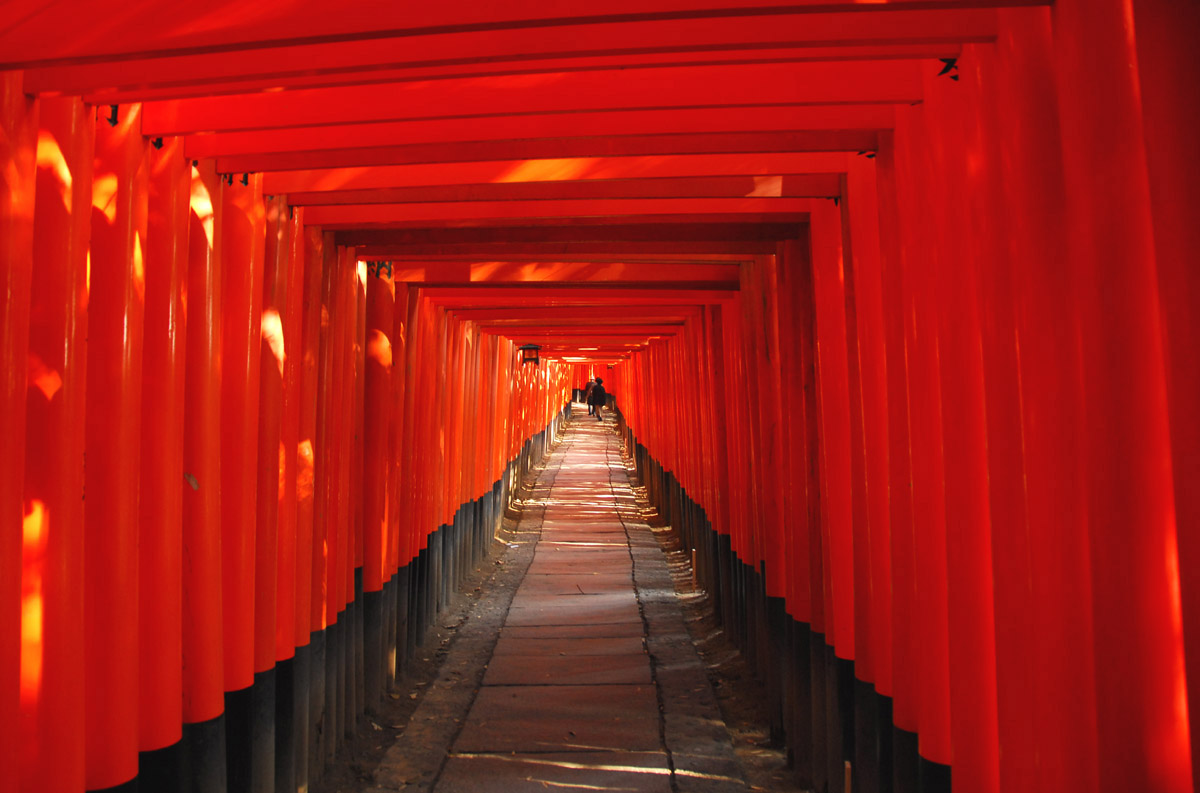
Lối vào đền Fushimi-Inari
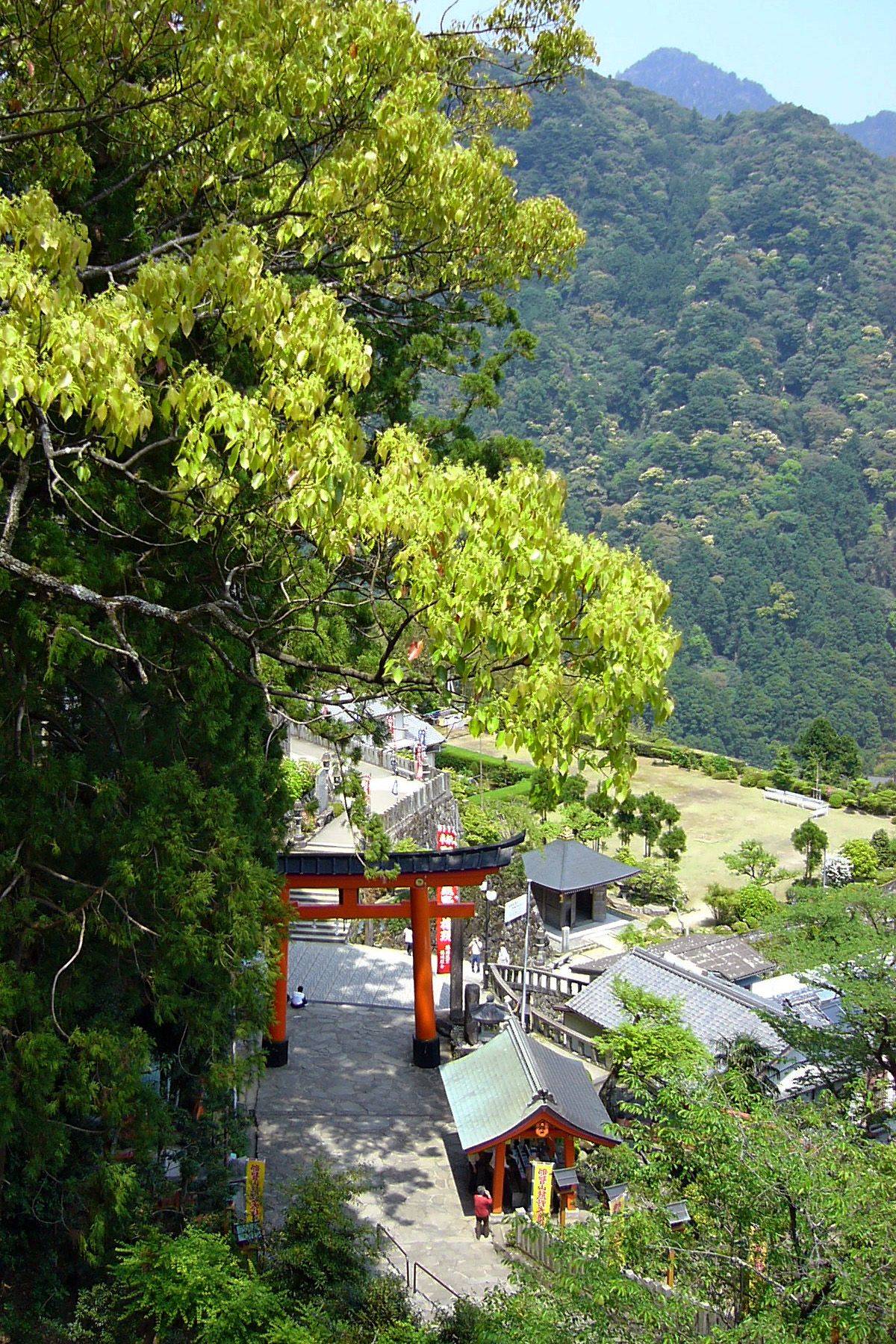
Đền Kumano-Nachi ở Wakayama
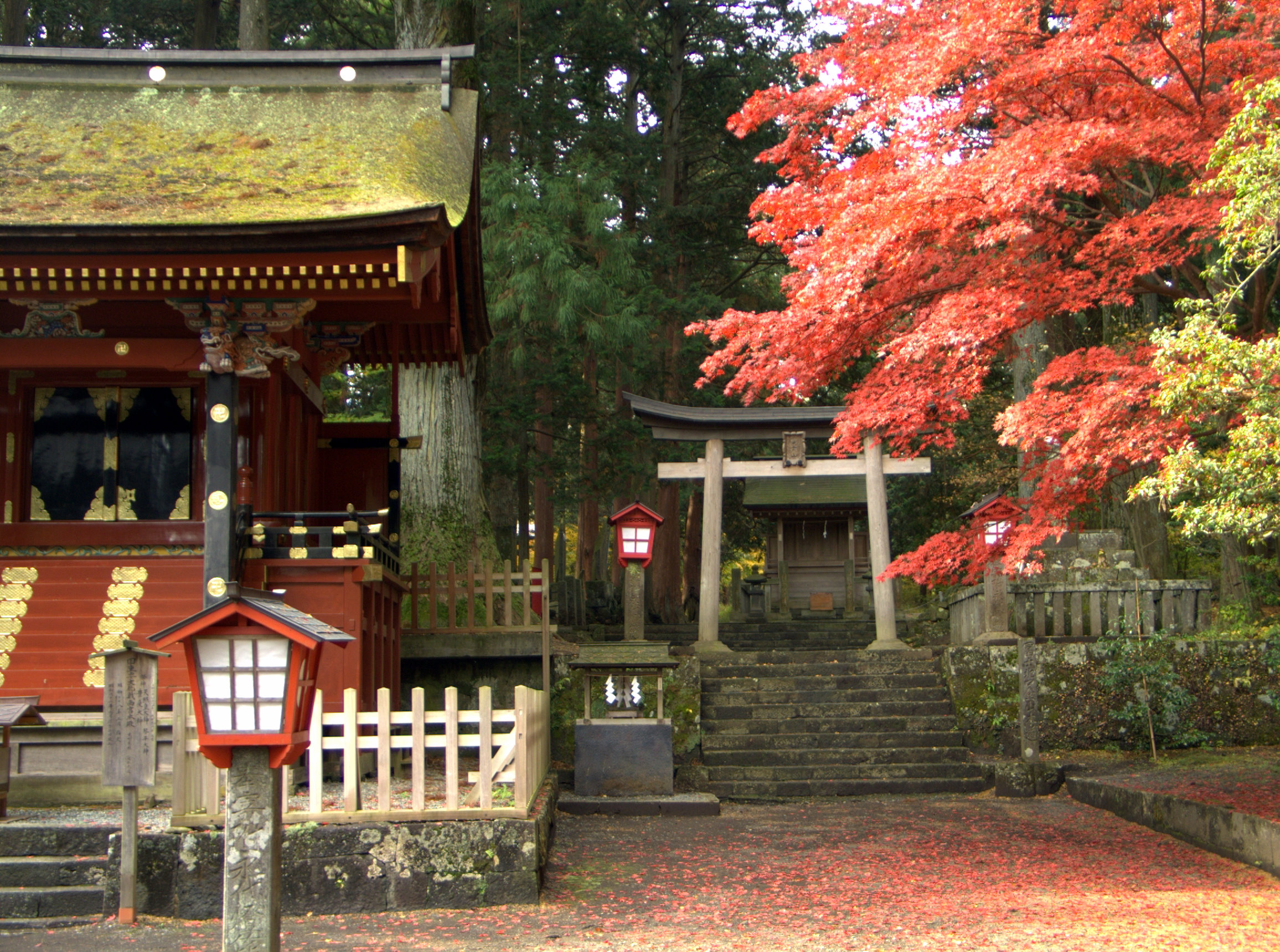
Đền Fuji Sengen ở chân núi Fuji
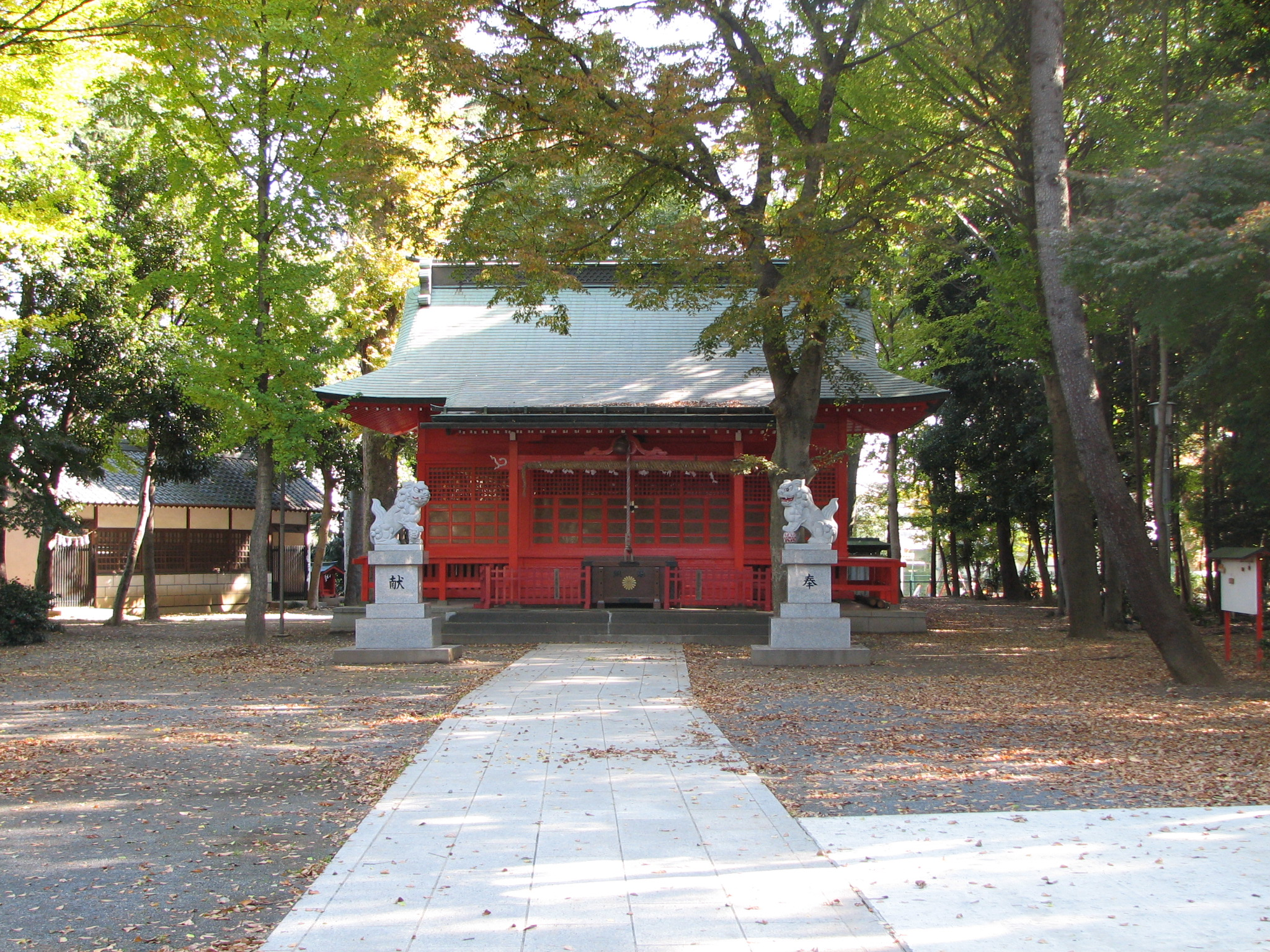
Đền Ono ở Tokyo
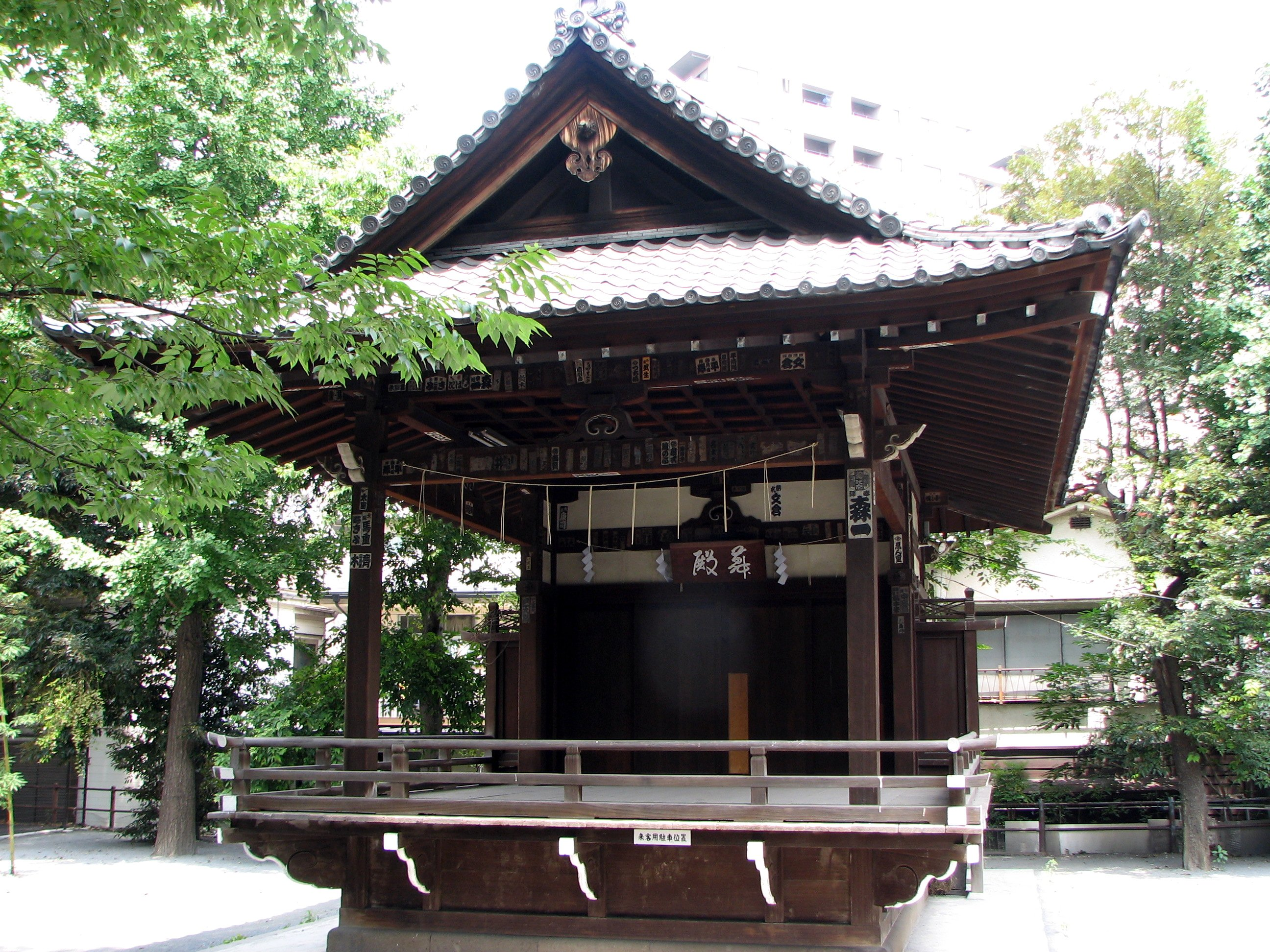
Đền Ebara ở Tokyo
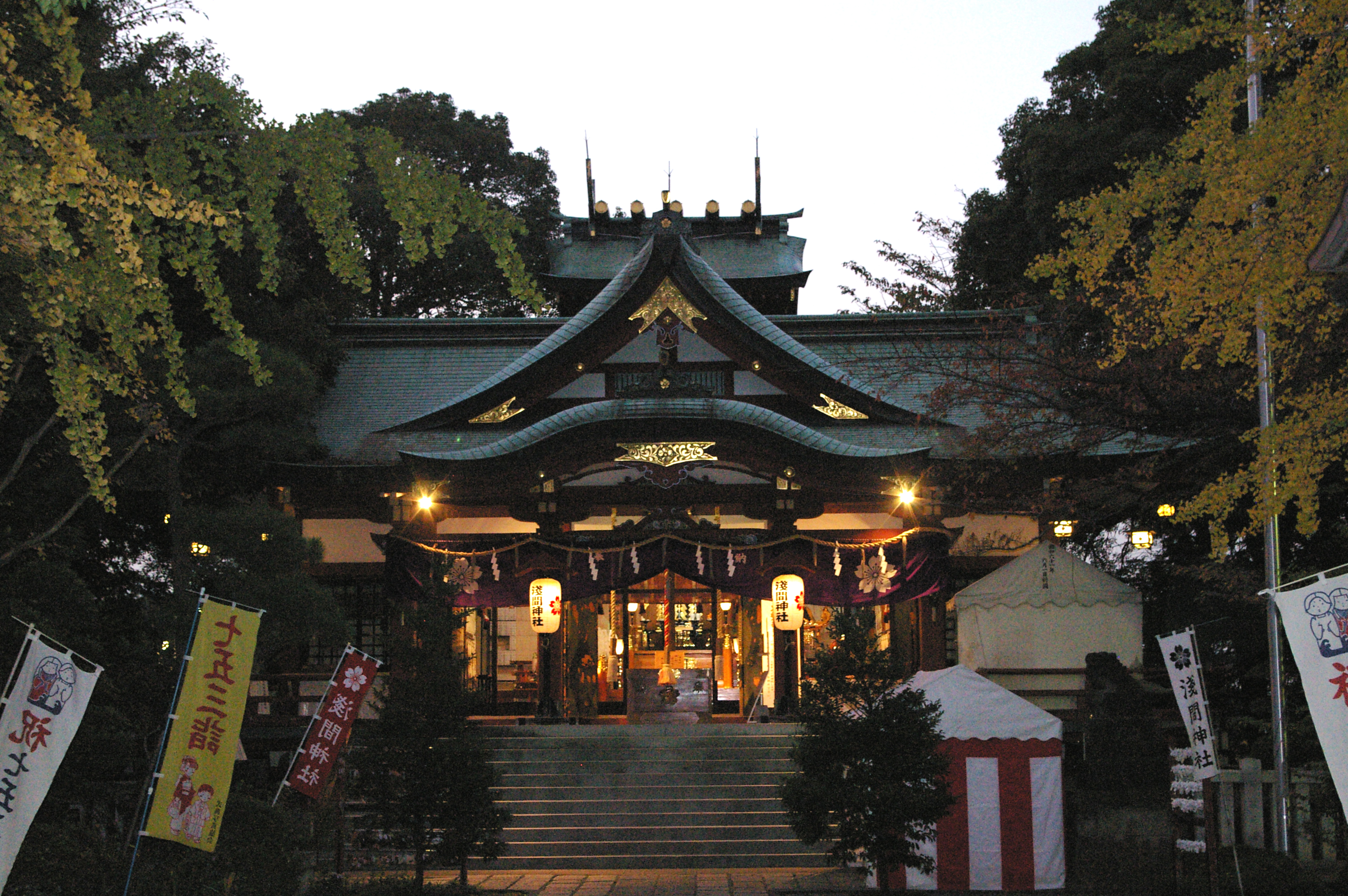
Tamagawa Sengen ở Tokyo
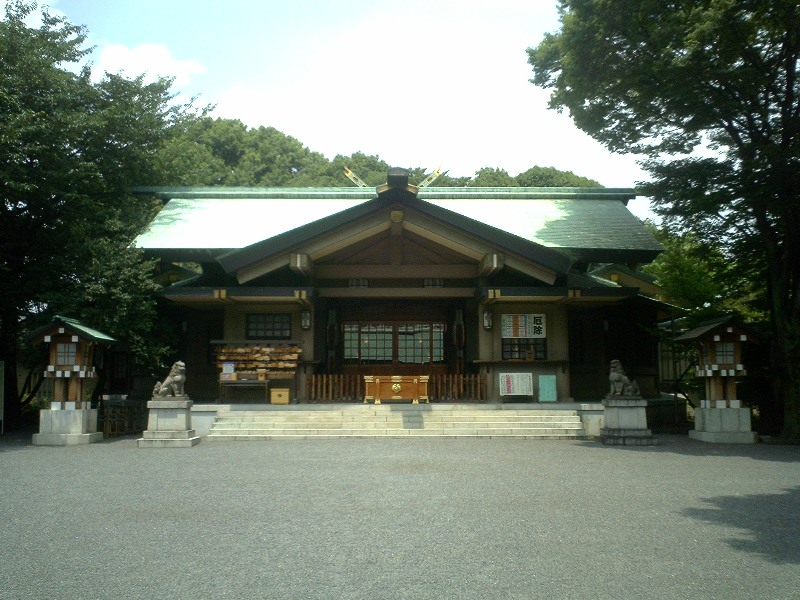
Đền Togo ở Tokyo
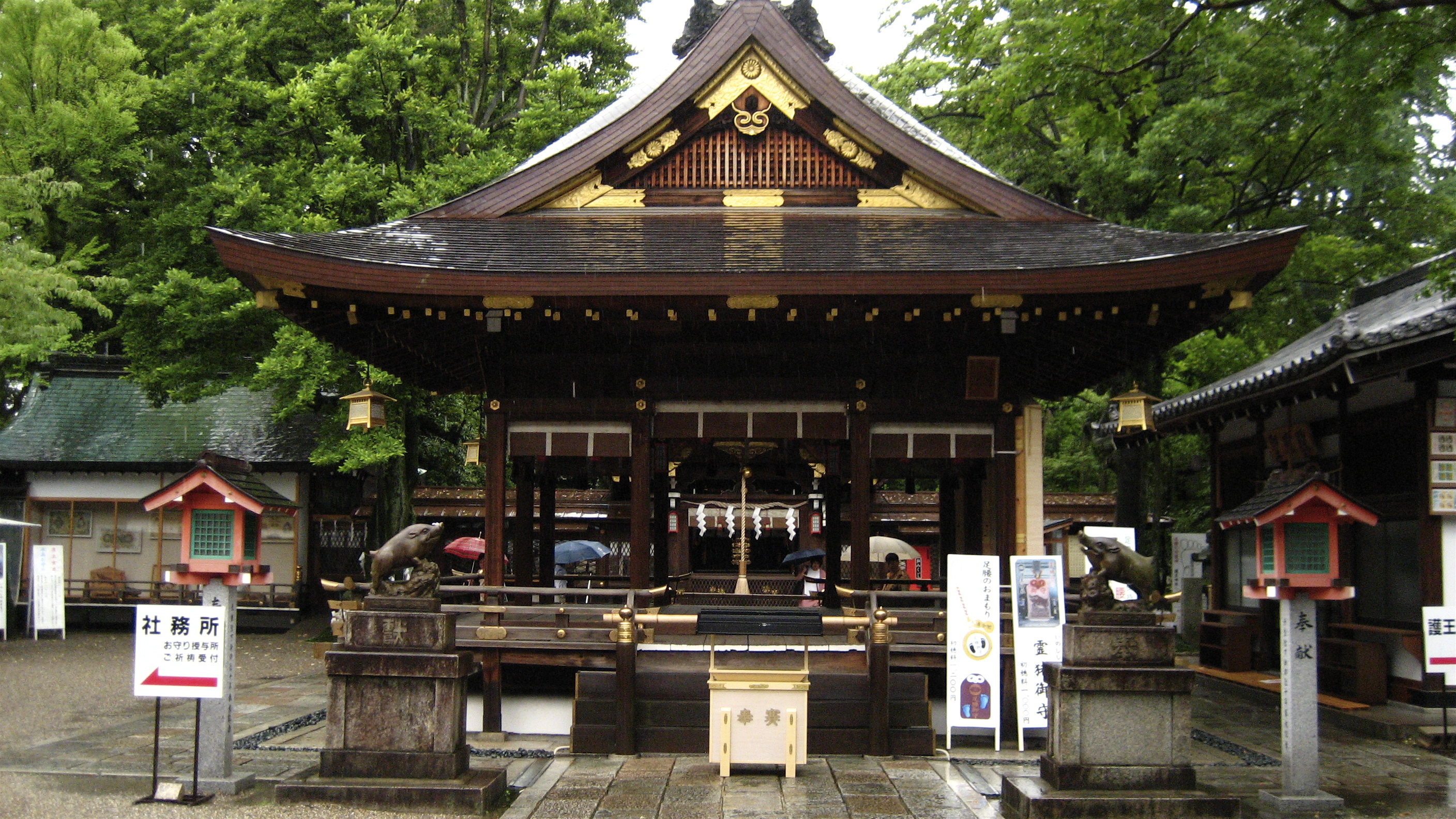
Đền Go-ō ở Kyoto
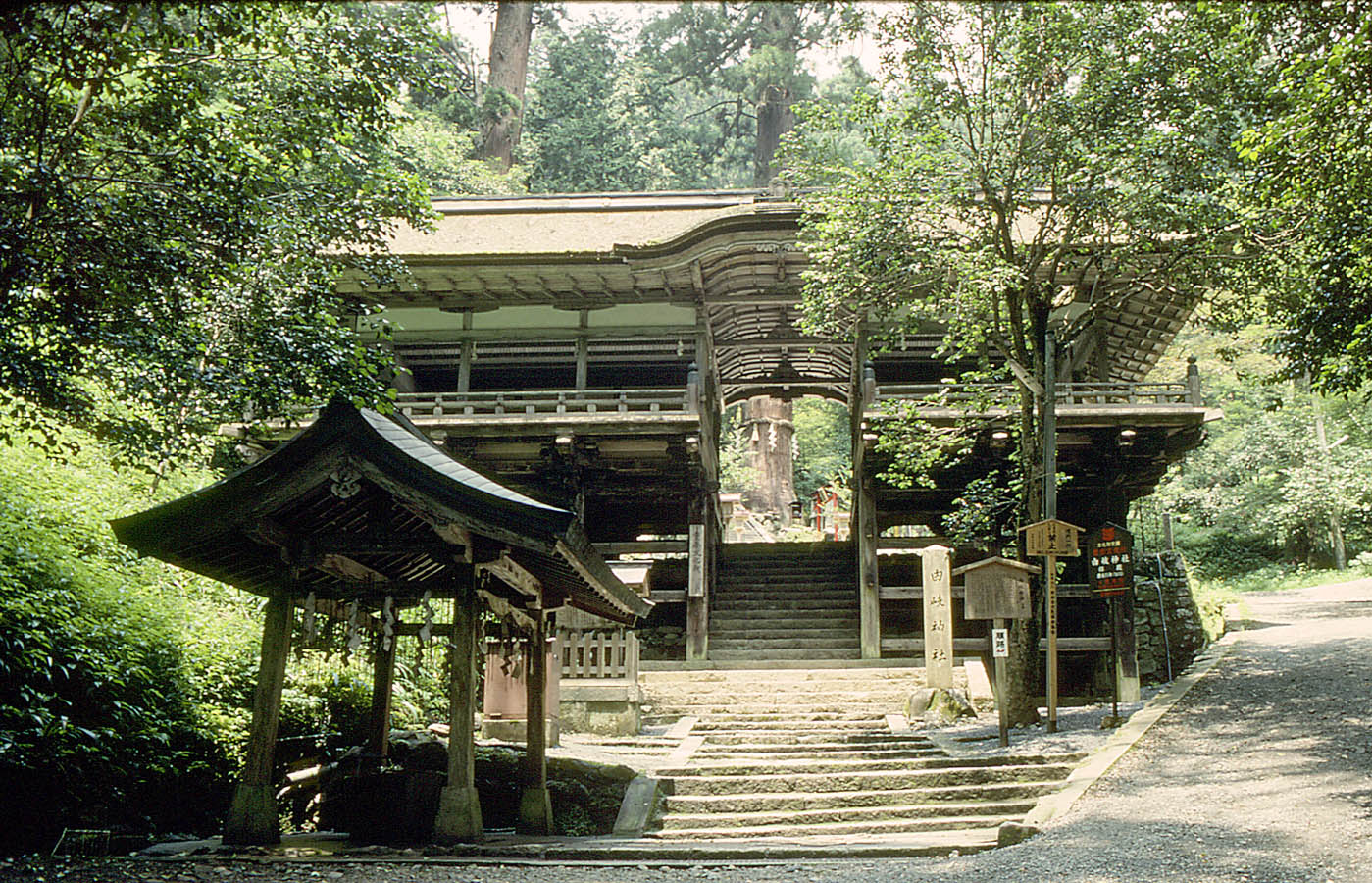
Đền Yuki ở Kyoto
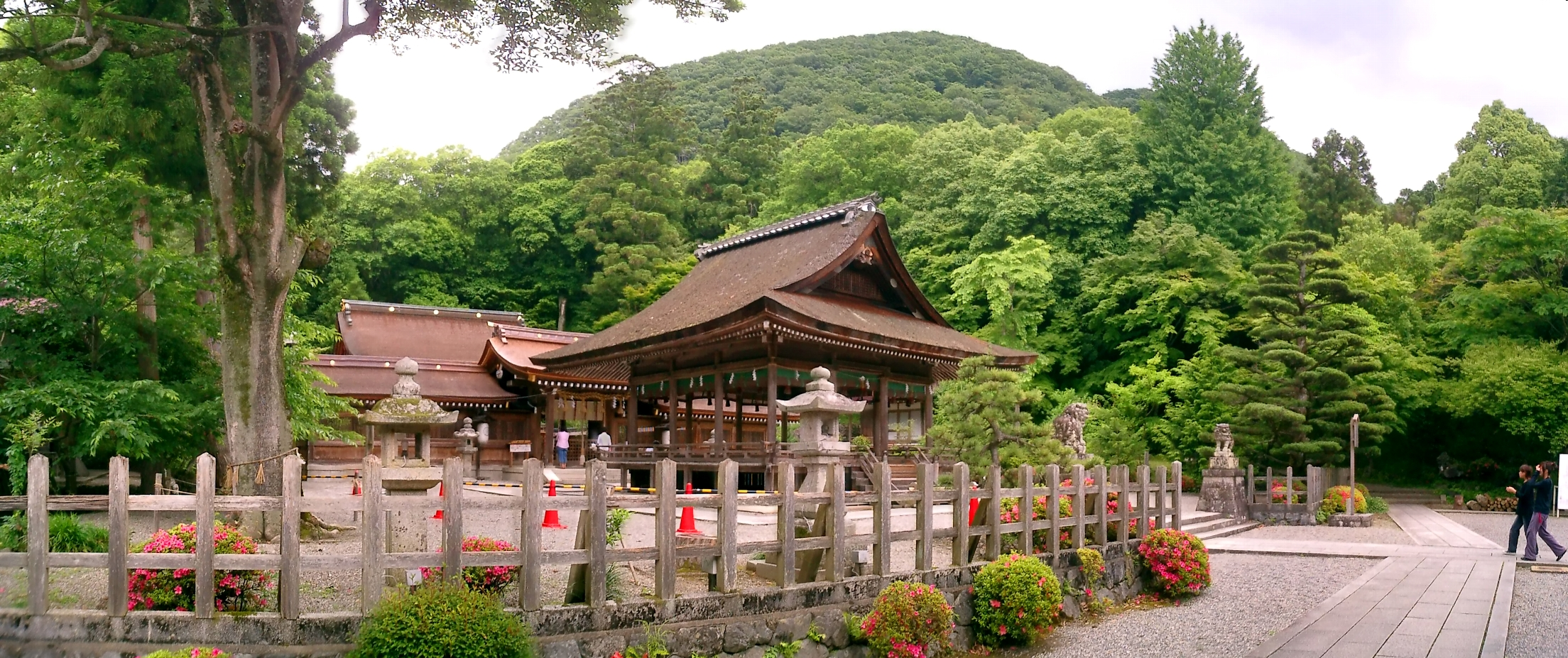
Đền Izumo ở Kyoto
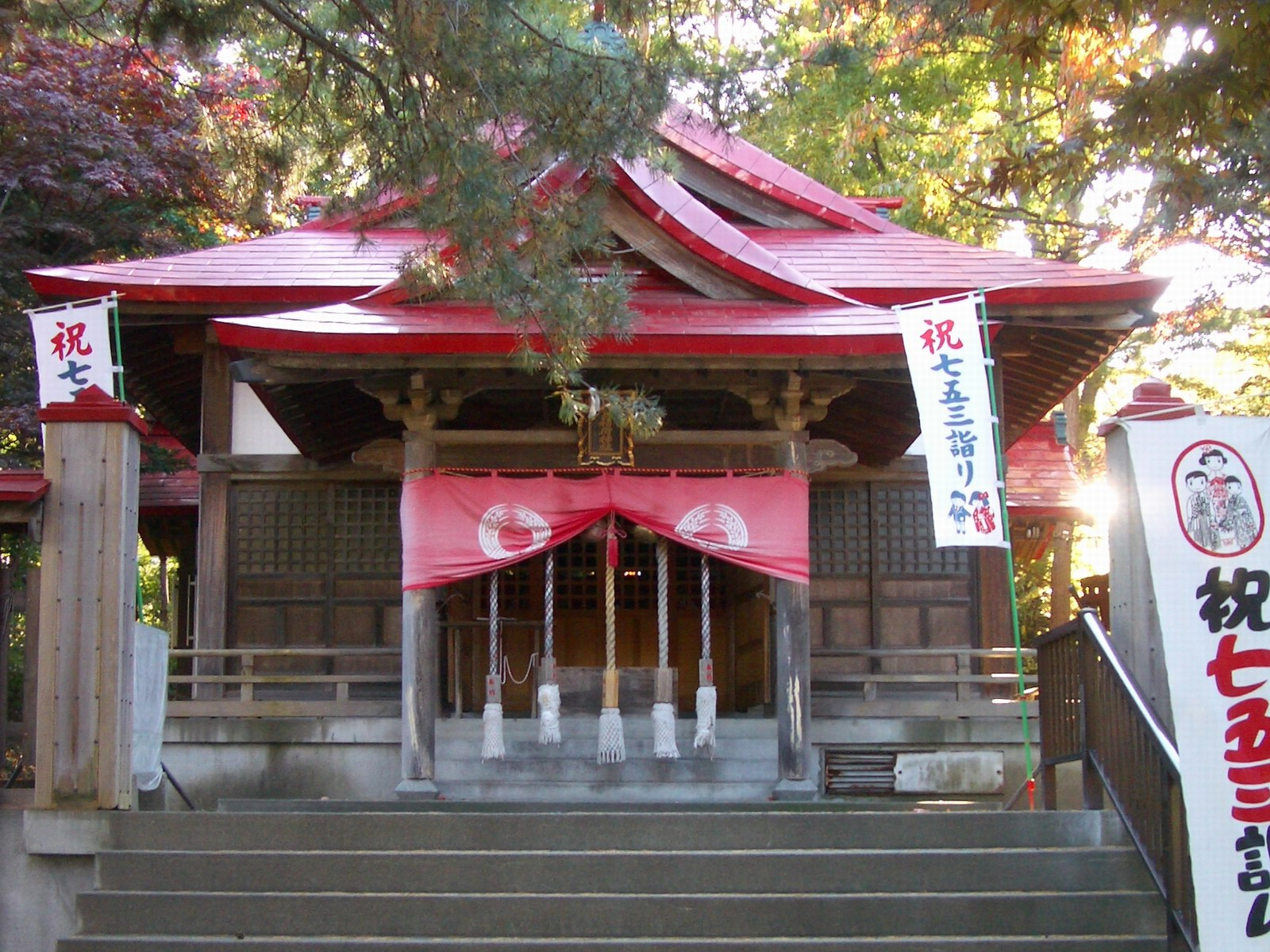
Đền Fushimi-Inari ở Hokkaido
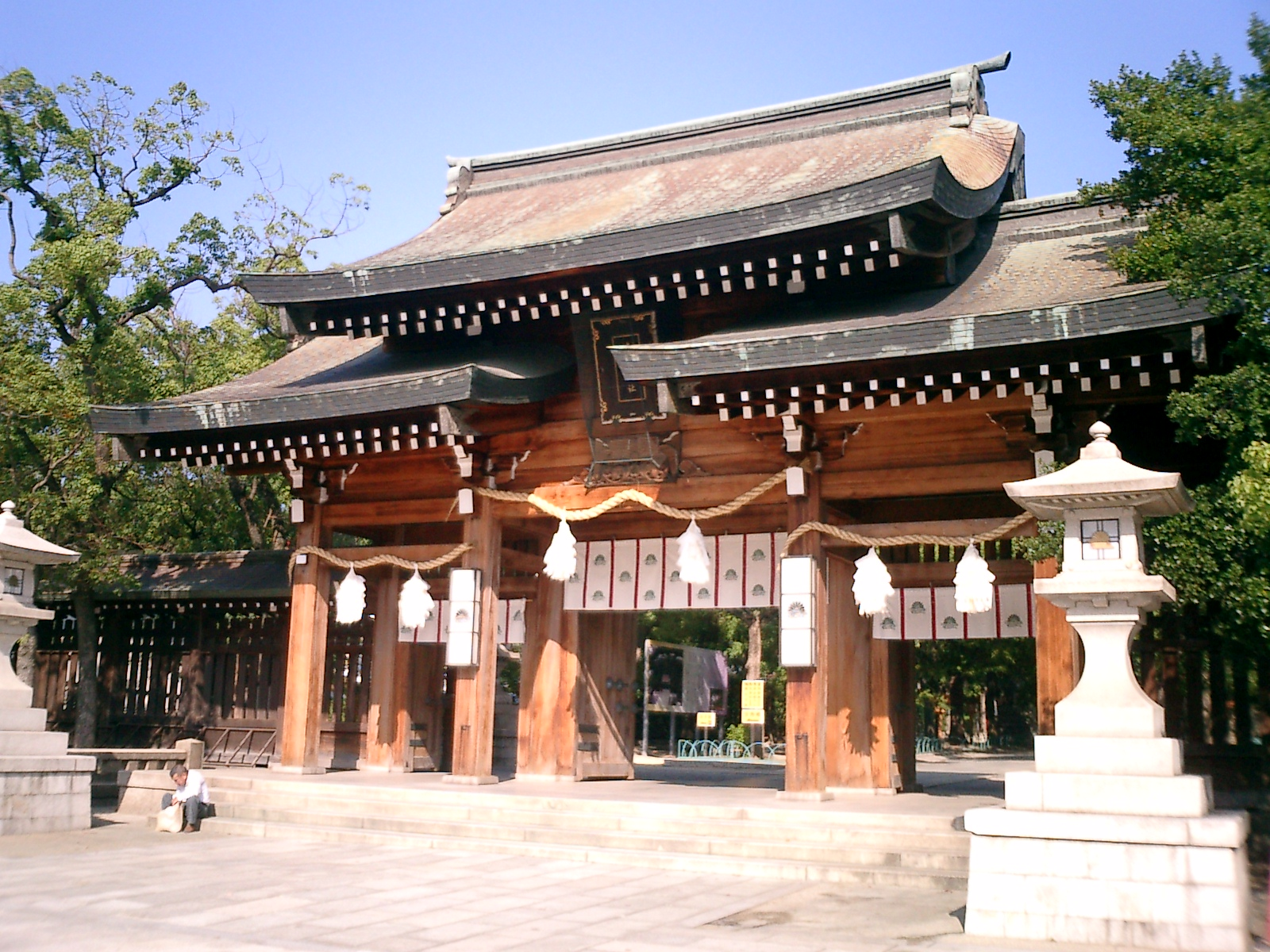
Đền Minatogawa
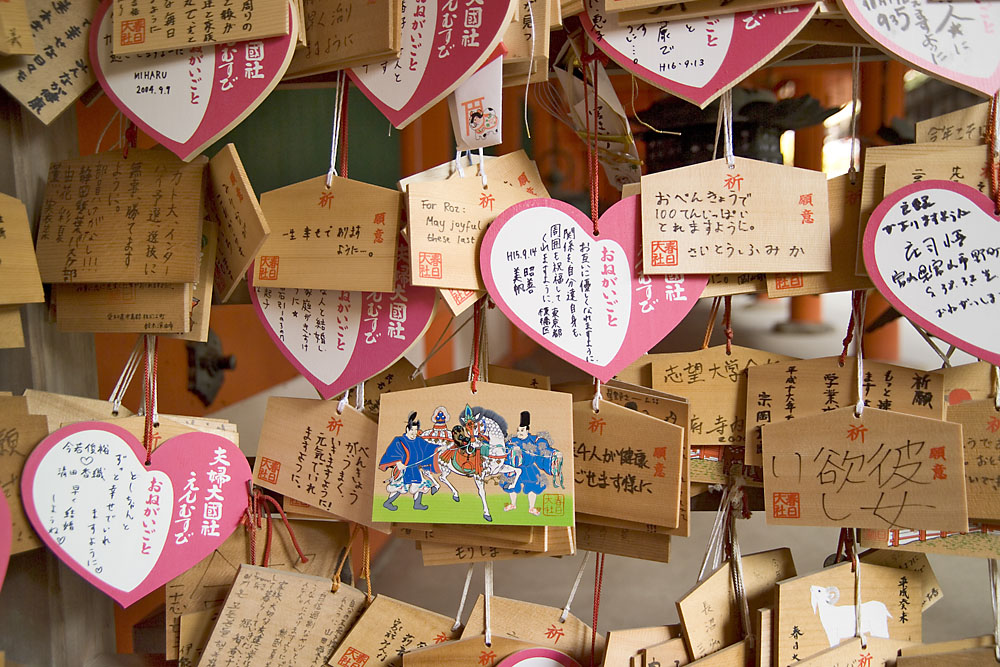
Ema hình trái tim tại đền Kasuga
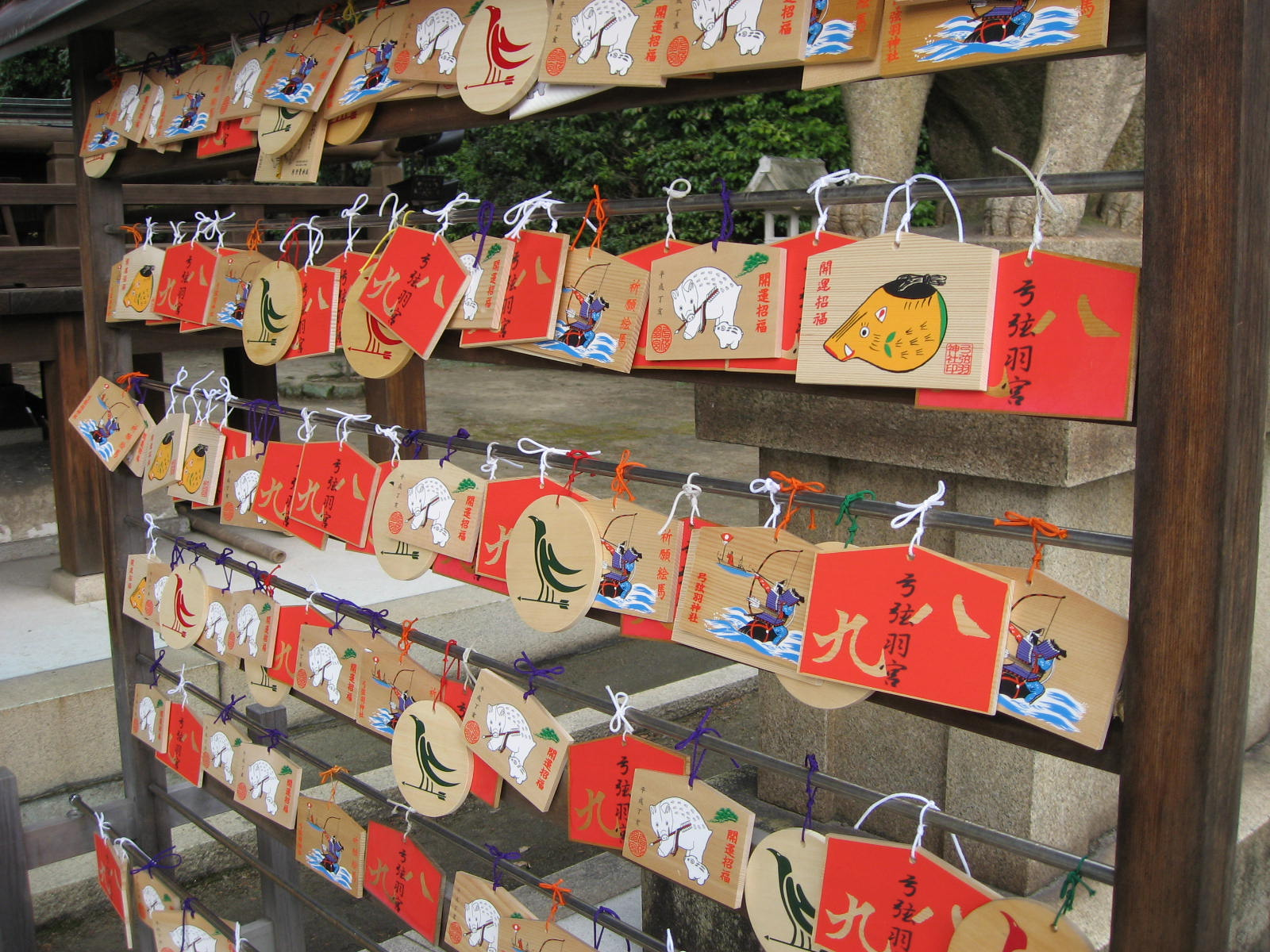
Ema ở đền Yuzuruha
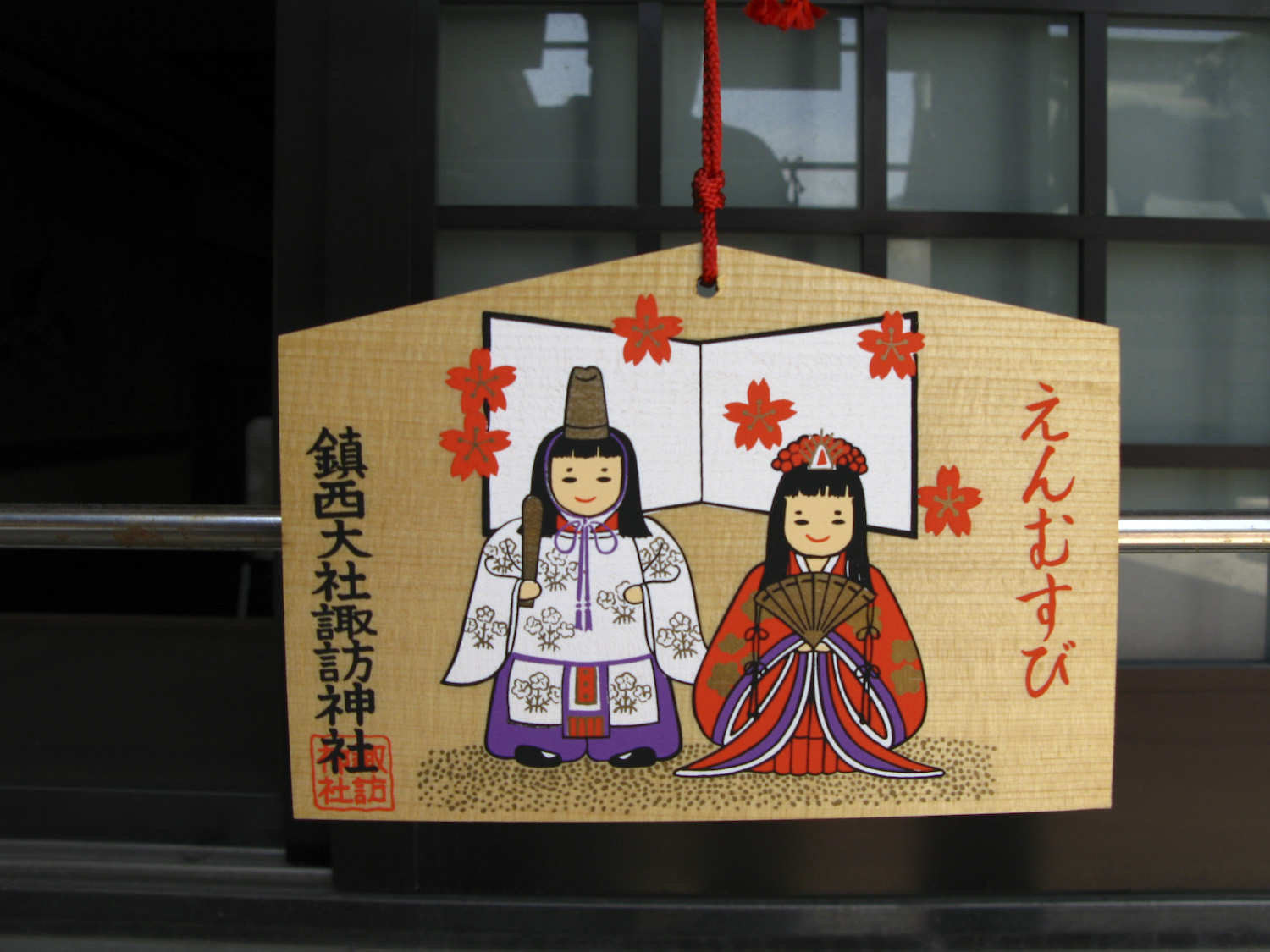
Ema ở đền Suwa
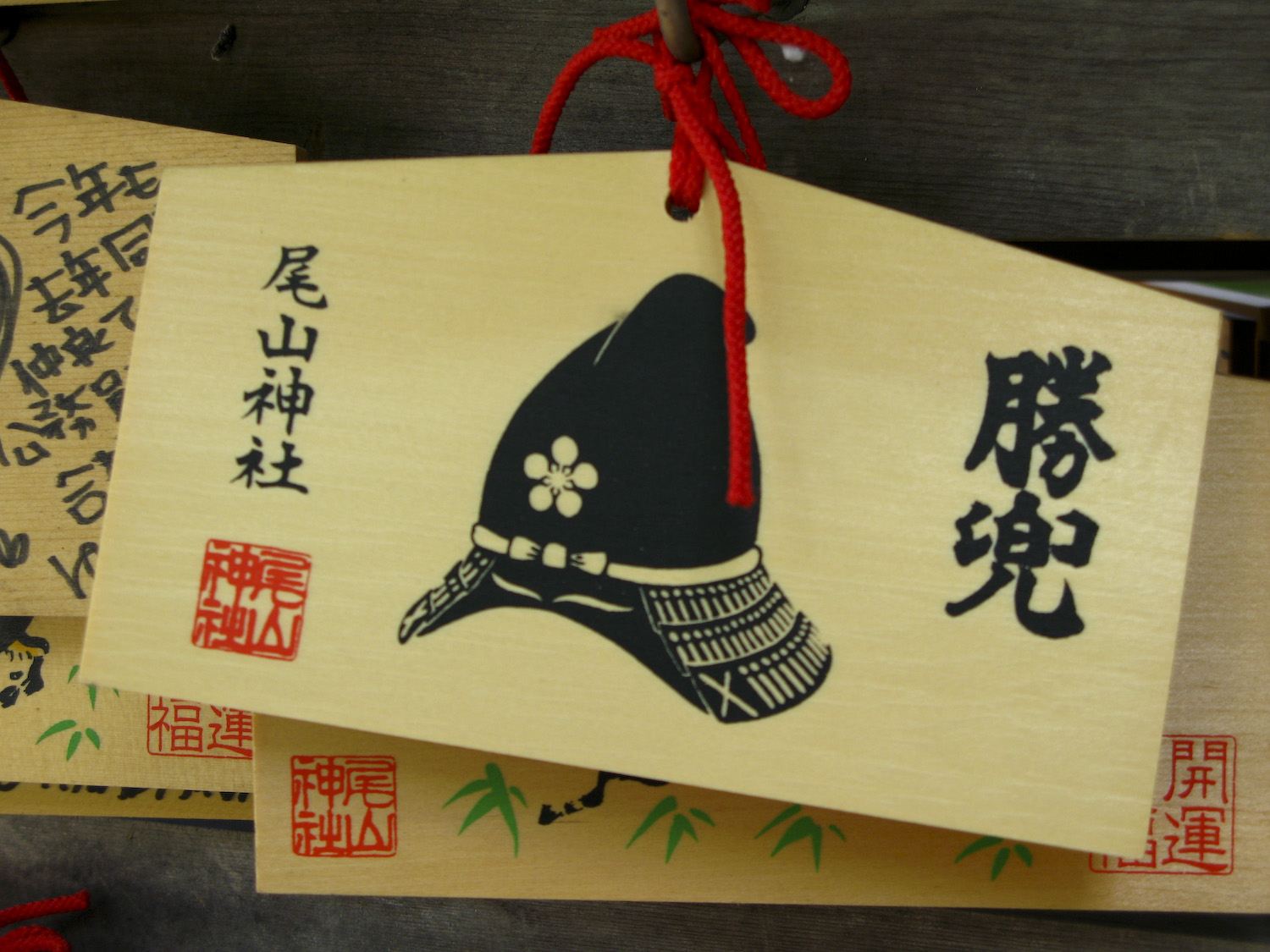
Ema ở đền Oyama
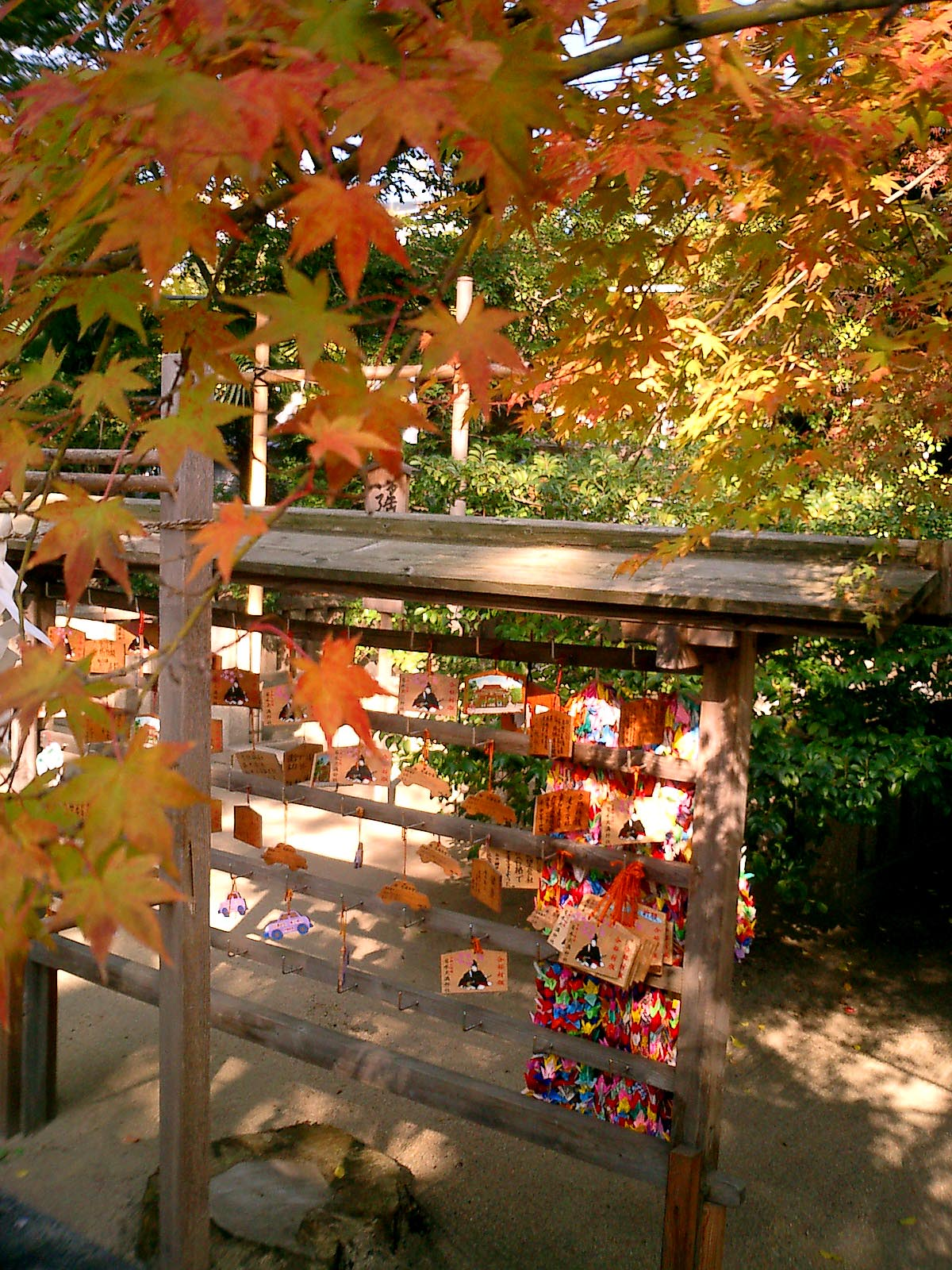
Ema ở đền Minatogawa
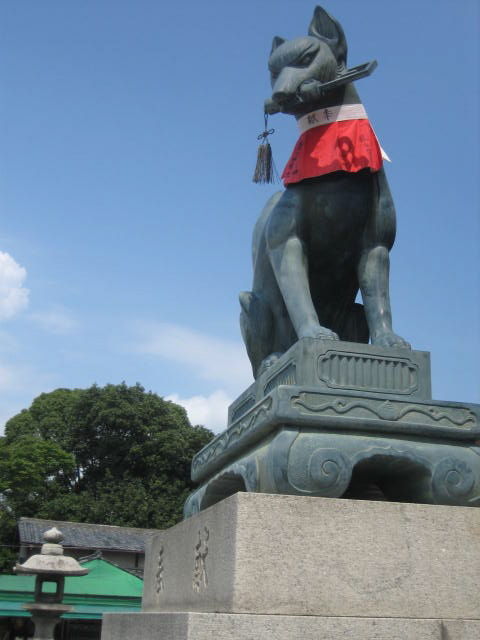
Tượng Kitsune ở Kyoto
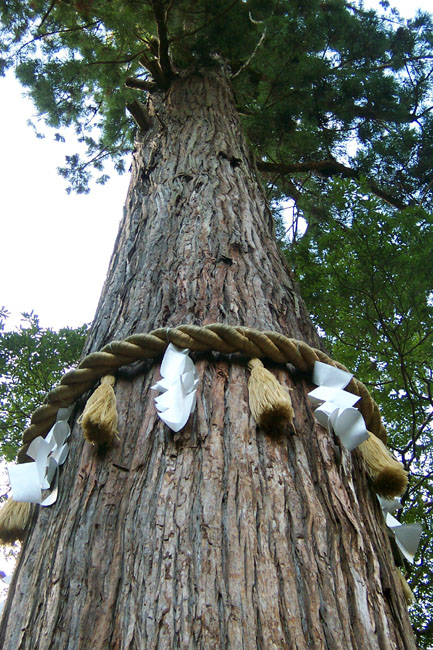
Shimenawa buộc quanh thân cây ở đền Yuki
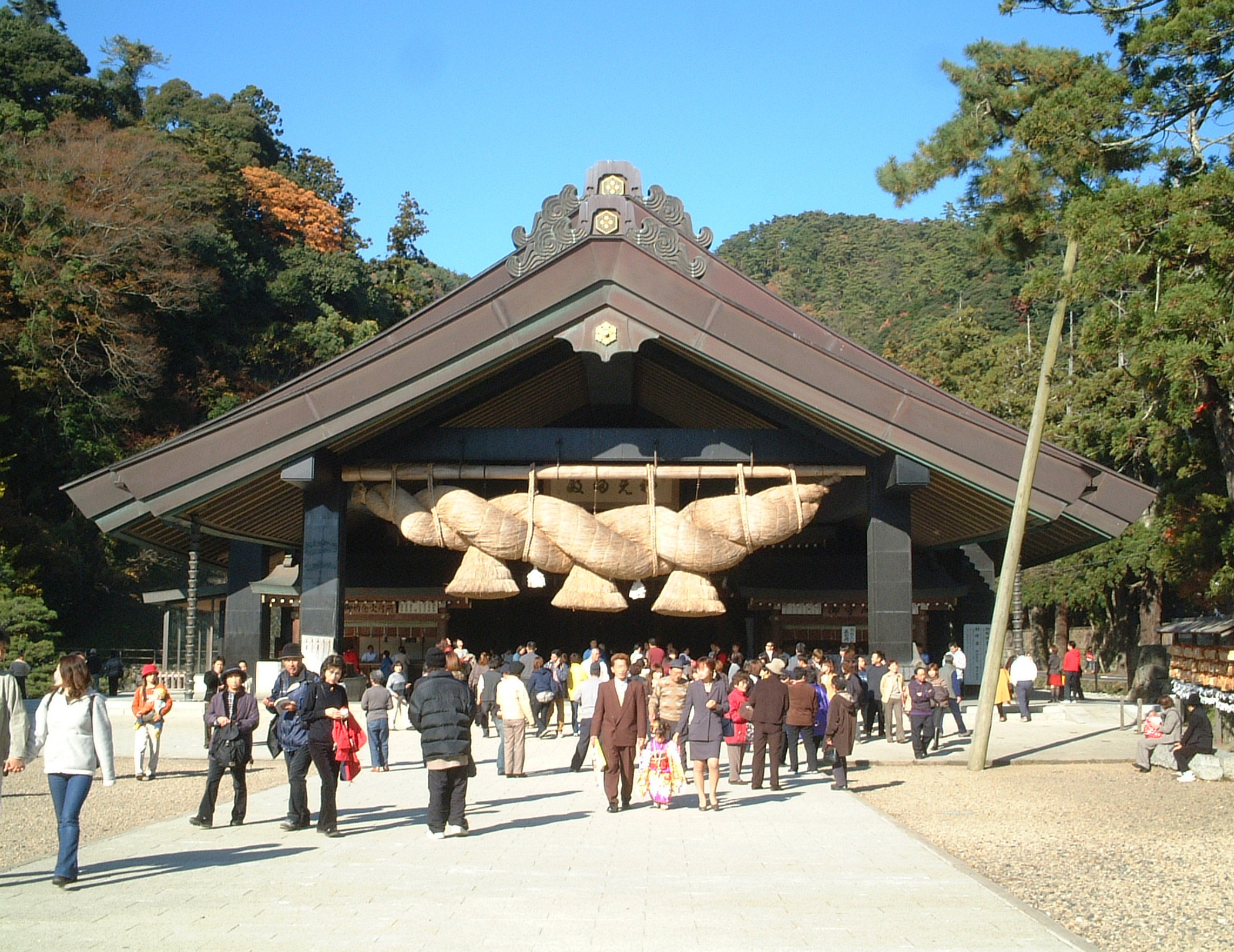
Shimenawa lớn ở Đại Đền Izumo
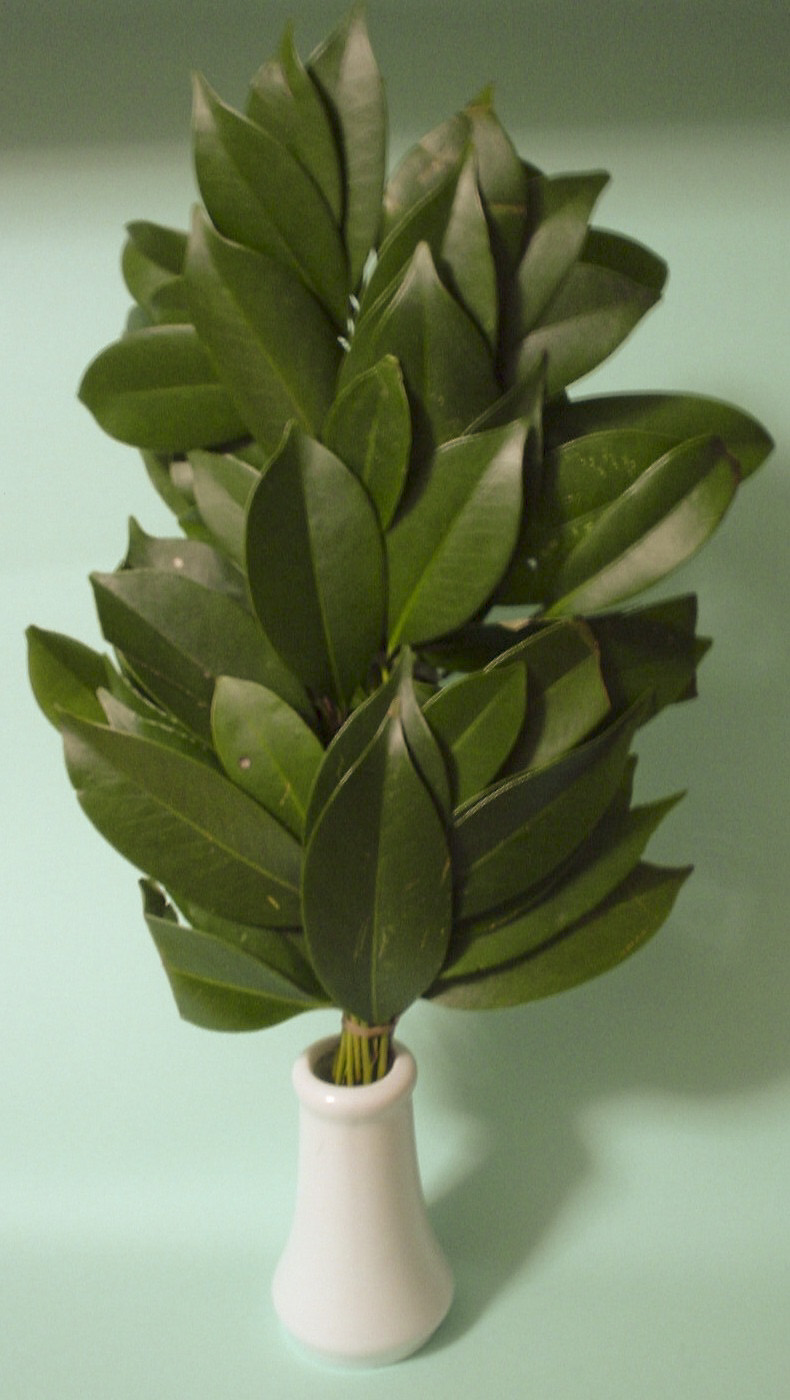
Nhánh Sakaki
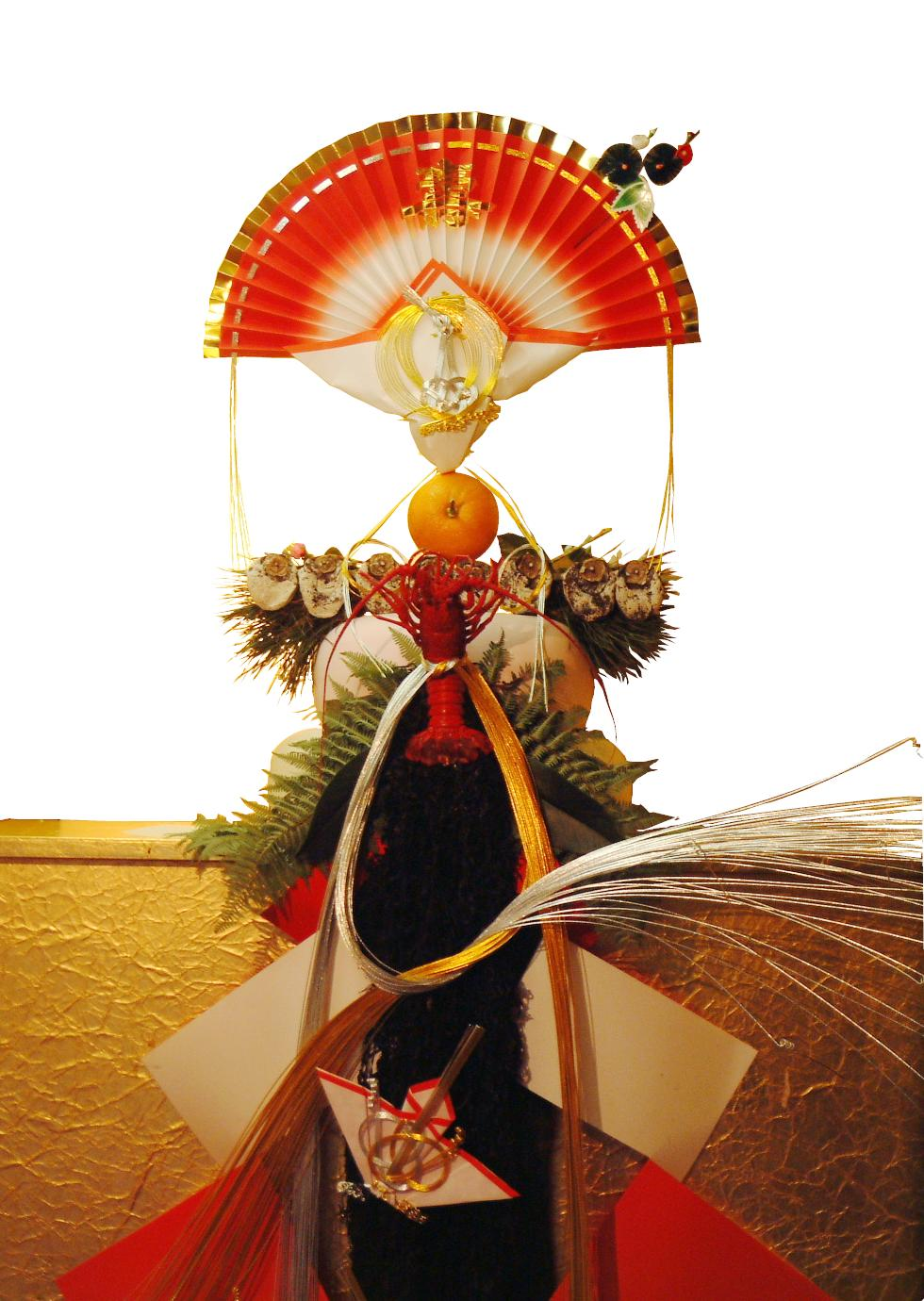
Bàn lễ vật đắt tiền
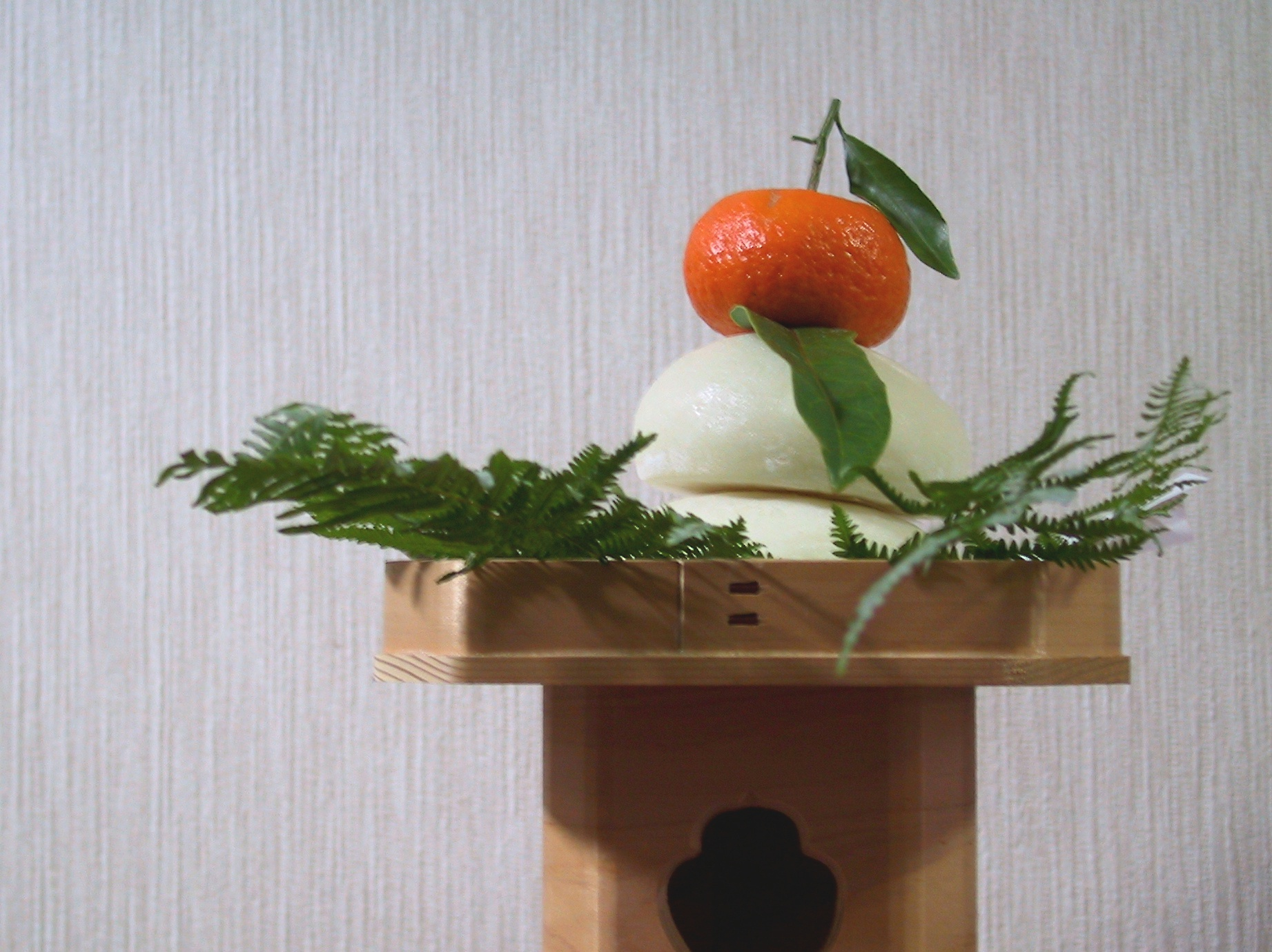
Bàn lễ vật
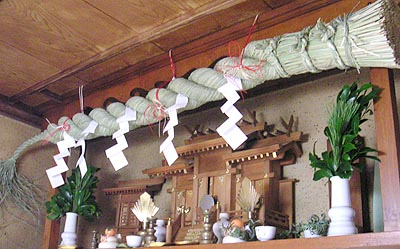
Đền thờ nhỏ ở nhà

## Văn hóa hiện đại
- Tháng 10 (theo lịch âm) là tháng Kannazuki (神無月 Thần Vô Nguyệt), tháng mà tất cả các vị thần đều rời nơi ở của mình để đến họp tại Đại xã Izumo (出雲大社 Izumo Taisha);
- Núi Phú Sĩ (富士) được xem là nơi linh thiêng, phụ nữ bị cấm tới gần cho đến thời kỳ Minh Trị (1868);
- Trà đạo (茶道 Sadō) có ảnh hưởng từ Thần đạo;
- Nghệ thuật cắm hoa Ikebana (いけばな) có ảnh hưởng từ Thần đạo;
- Đấu vật Sumō (相撲) được bắt nguồn từ Thần đạo;
- Ngày nay lễ cưới và lễ hội người ta đi đến các đền Thần đạo, nhưng đám tang thì lại kéo tới chùa Phật giáo;
- Trong game Ōkami, nhân vật chính Amaterasu, một con sói, được gọi thân mật là Ammy;
- Trong anime Mai-HiME, Kagu-tsuchi là phượng hoàng lửa, child của HiME Mai;
- Trong anime Kannazuki no Miko, Orochi là một ác quỷ muốn tiêu diệt loài người;
- Trong anime Inuyasha có nhiều việc được vay mượn từ truyền thuyết;
- Trong game The King of Fighters, Orochi là boss của phiên bản '97;
- Bộ phim Ju-on: The Grudge (呪怨) và hai phiên bản Mỹ The Grudge và The Grudge 2 mượn thuyết về Urami (怨み) và hoang thần (荒神様 Aragami).
- Series manga và anime Naruto có nhiều nhân vật và chiêu thức có tên được mượn từ Thần đạo:

Nhân vật Orochimaru (dựa theo Bát kì đại xà - Yamata no Orochi)
- Các đồng thuật (doujutsu) sử dụng bởi Mangekyo Sharingan bao gồm Tsukuyomi, Ngọn lửa đen Amaterasu, Susanoo, Izanagi và Izanami; sử dụng bởi Rinnegan là Amenotejikara.
- Trong bộ phim anime Kimi no Na wa. (2016), thần xã Miyamizu được tạo ra dựa trên một thần xã có thật. Thần thể của thần xã Miyamizu nằm giữa một vùng đất trũng, thực ra là một mảnh vỡ của sao chổi đã từng rơi xuống Itomori trong quá khứ. Điệu múa thần lạc do chị em Mitsuha và Yotsuha thực hiện mang ý nghĩa tái diễn lại thảm hoạ năm xưa. Sợi dây buộc là ám chỉ cái đuôi của sao chổi.